# День Победы в филателии

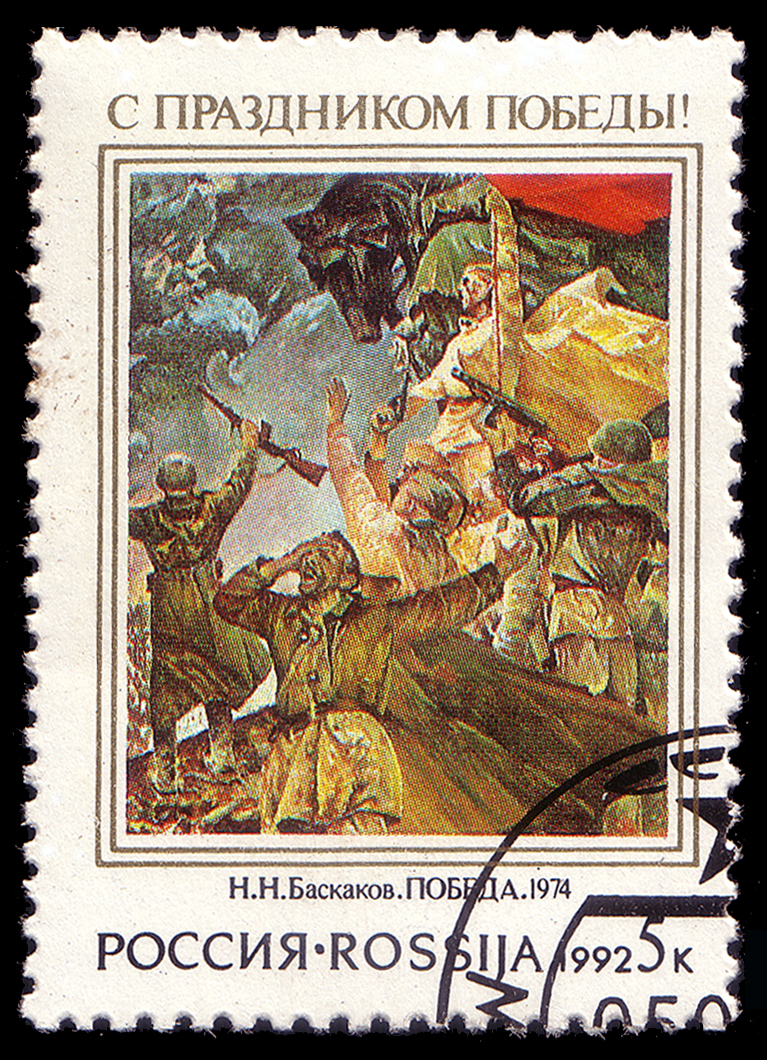

Тема «День Победы в филателии» охватывает совокупность филателистических материалов (почтовых марок, конвертов, почтовых карточек, спецгашений и т. д.) СССР, России и других стран, которые посвящены Дню Победы, установленному в честь победоносного завершения Великой Отечественной войны 9 мая 1945 года и празднуемому ежегодно 9 мая.

## Описание
На почтовых марках и других филателистических материалах на эту тему изображаются сюжеты, связанные с победой советского народа над фашистской Германией в ходе Великой Отечественной войны, например, сцены всеобщего ликования по случаю вести о победе и т. п. Как правило, такие выпуски приурочиваются к юбилеям этого праздника.

## Выпуски по странам
Ниже приводятся примеры основных филателистических материалов, выходивших в ознаменование праздника Дня Победы.

### СССР
Сюжетами первых почтовых марок СССР, посвящённых Дню Победы, стали торжественный салют в Москве, солдат Советской армии на фоне Спасской башни Кремля и Парад Победы 24 июня 1945 года.

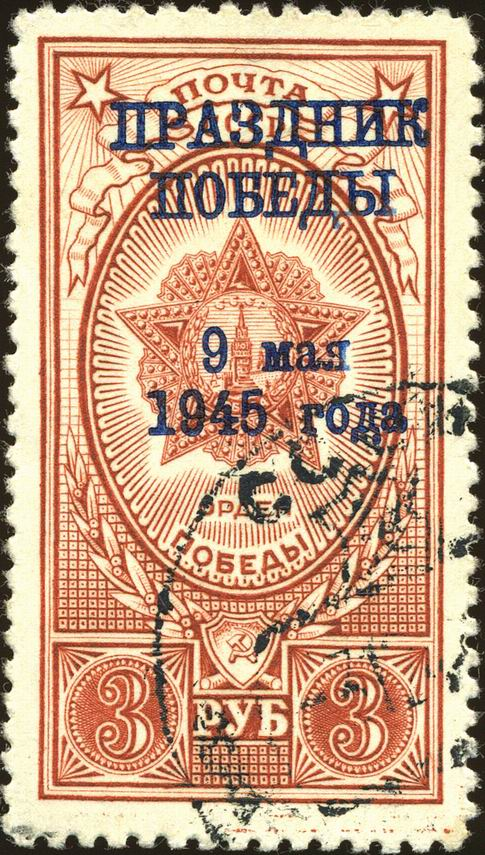
Марка СССР (ЦФА [АО «Марка»] № 962) с надпечаткой «ПРАЗДНИК ПОБЕДЫ 9 мая 1945 года»
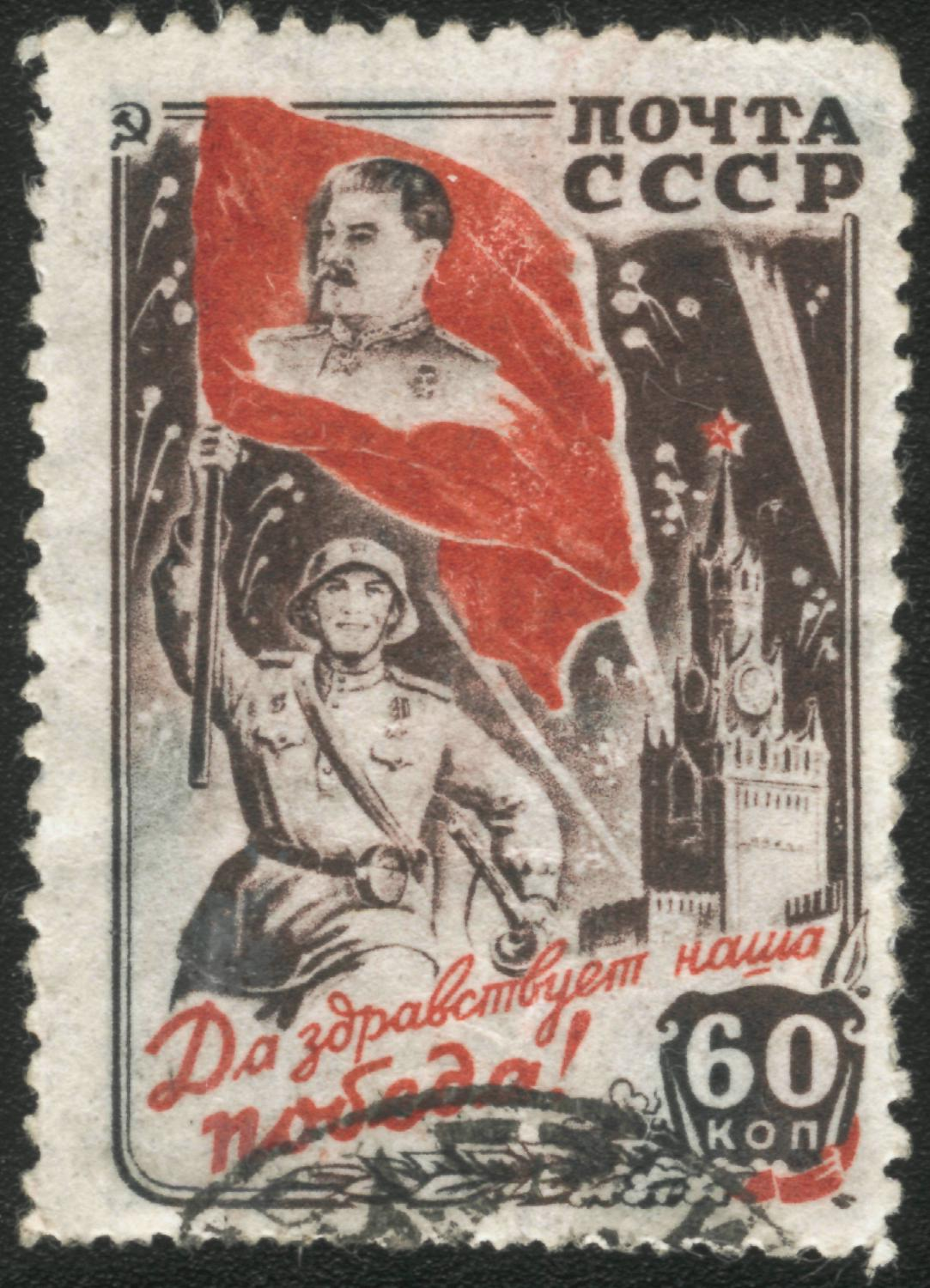
СССР (1946): «Да здравствует наша Победа!» (ЦФА [АО «Марка»] № 1023)
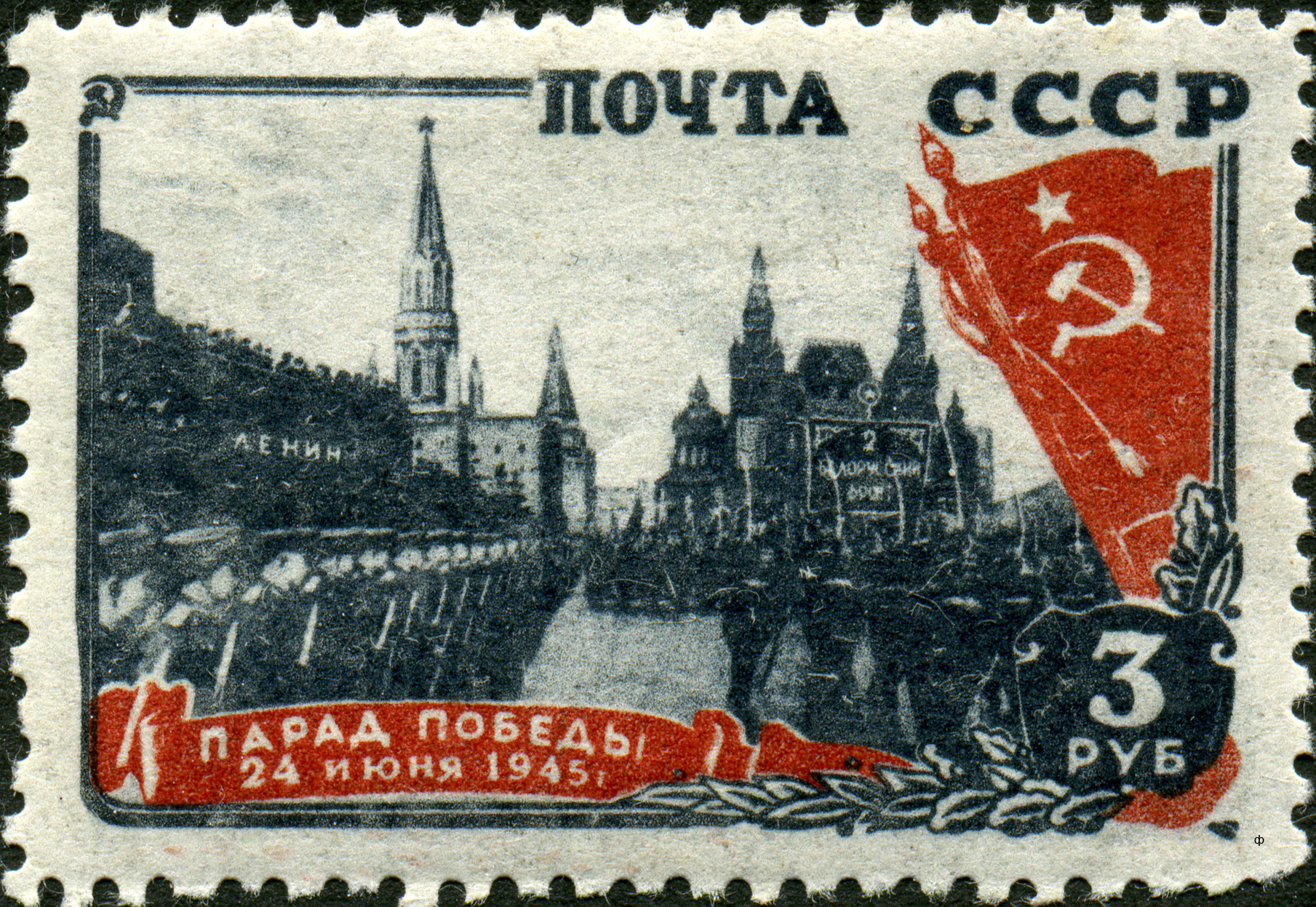
То же: Парад Победы 24 июня 1945 года на Красной площади (ЦФА [АО «Марка»] № 1029)

Этому же событию были посвящены марки № 3558 из серии «50 героических лет» (1967) и № 3612 из серии «50-летие Вооружённых сил СССР» (1968).
К юбилеям Победы советского народа в Великой Отечественной войне 1941—1945 годов в СССР издавались красочные серии почтовых марок. Так, сюжеты большинства марок с бронзовой плашкой, выпущенных в 1965 году к 20-летию Победы, были основаны на картинах и плакатах:
- «Родина-мать зовёт!» (плакат И. Тоидзе),
- «На подступах к Москве» (1949, автолитография В. Богаткина),
- «Отдых после боя» (1955, картина Ю. Непринцева),
- «Мать партизана» (картина С. Герасимова),
- «Наше знамя — знамя Победы!» (1943, плакат В. Иванова),
- «Слава павшим героям» (1945, картина Ф. Богородского),
- «Народ и армия — непобедимы» (1941, плакат В. Корецкого),
- «Москва салютует» (картина К. Юона).

Почтовые марки 1950 года
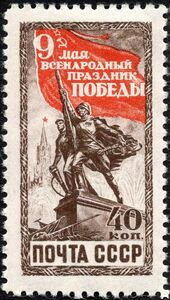
9 мая - День Победы над фашистской Германией. Памятник героям фронта и тыла.
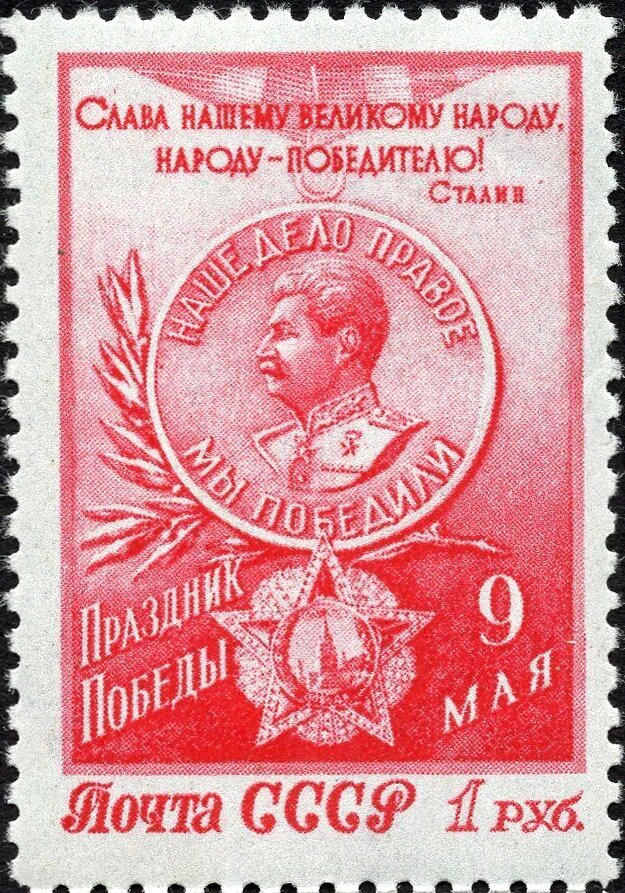
Медаль «За победу над Германией в Великой Отечественной войне 1941-1945 гг.» и орден Победы

Серия почтовых марок СССР «20-летие Победы» (1965)
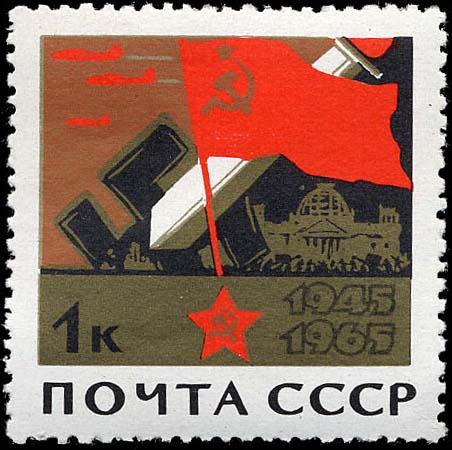
Победа советского народа
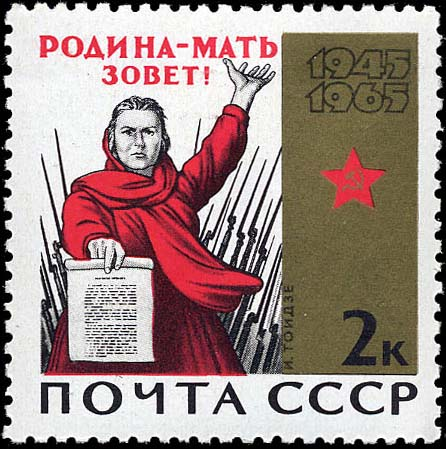
«Родина-мать зовёт!»
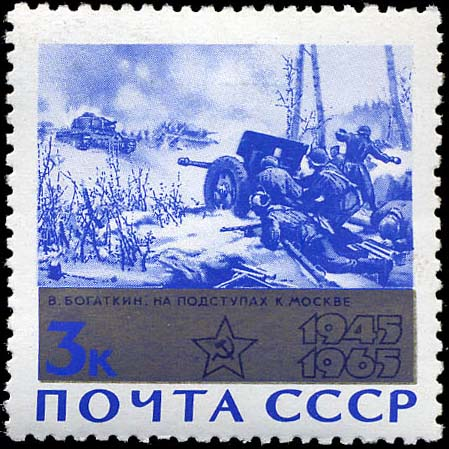
«На подступах к Москве»
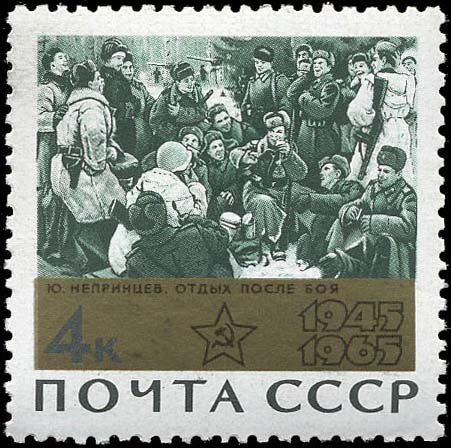
«Отдых после боя»
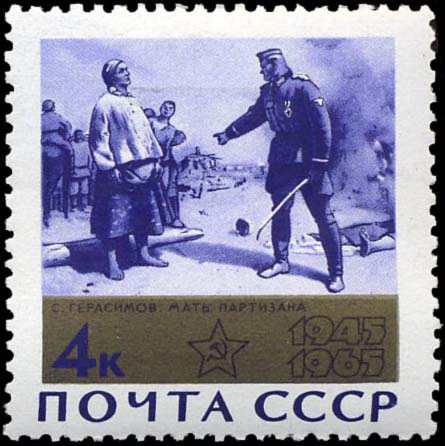
«Мать партизана»
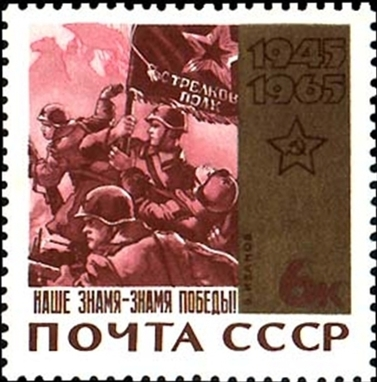
«Наше знамя — знамя Победы!»
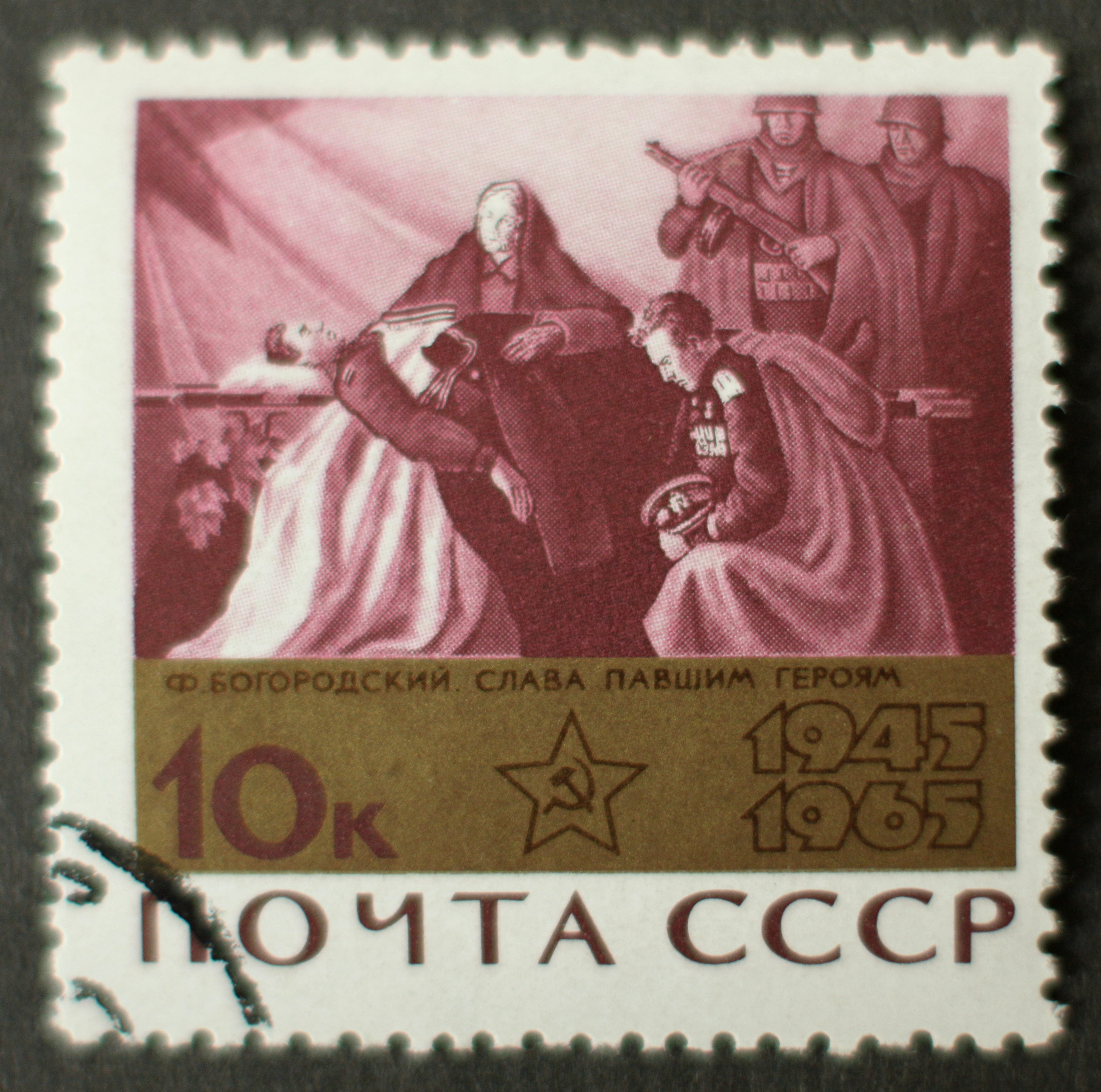
«Слава павшим героям»
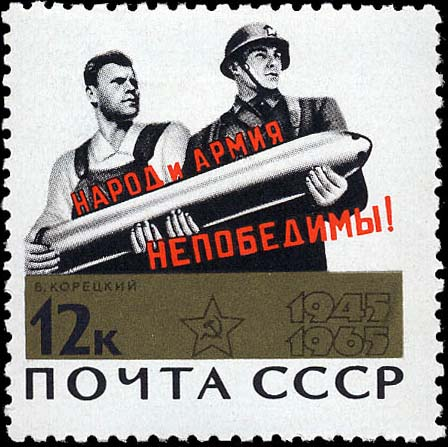
«Народ и армия — непобедимы!»
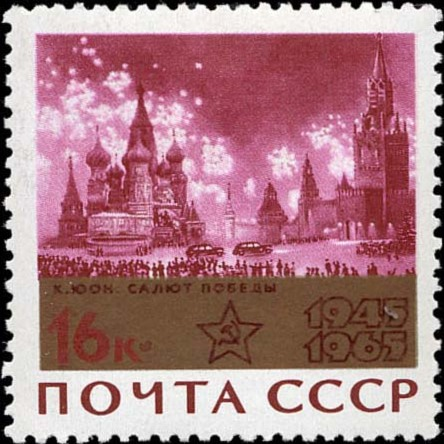
«Салют Победы»
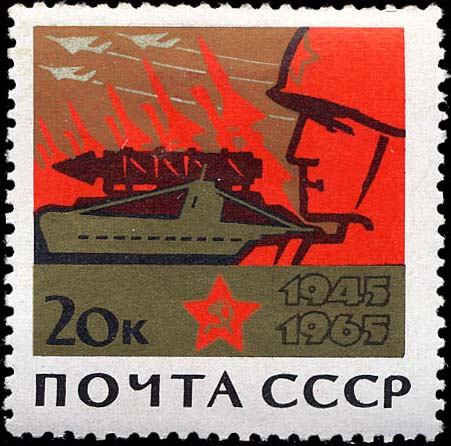
Вооружённые Силы СССР на страже мира

В 1970 году вышла серия, посвящённая 25-летию Победы, на марках и почтовом блоке были изображены советские ордена и медали, Вечный огонь на могиле Неизвестного солдата, Парад Победы, статуя воина-освободителя в Берлине.

Серия почтовых марок СССР «25-летие Победы» (1970)
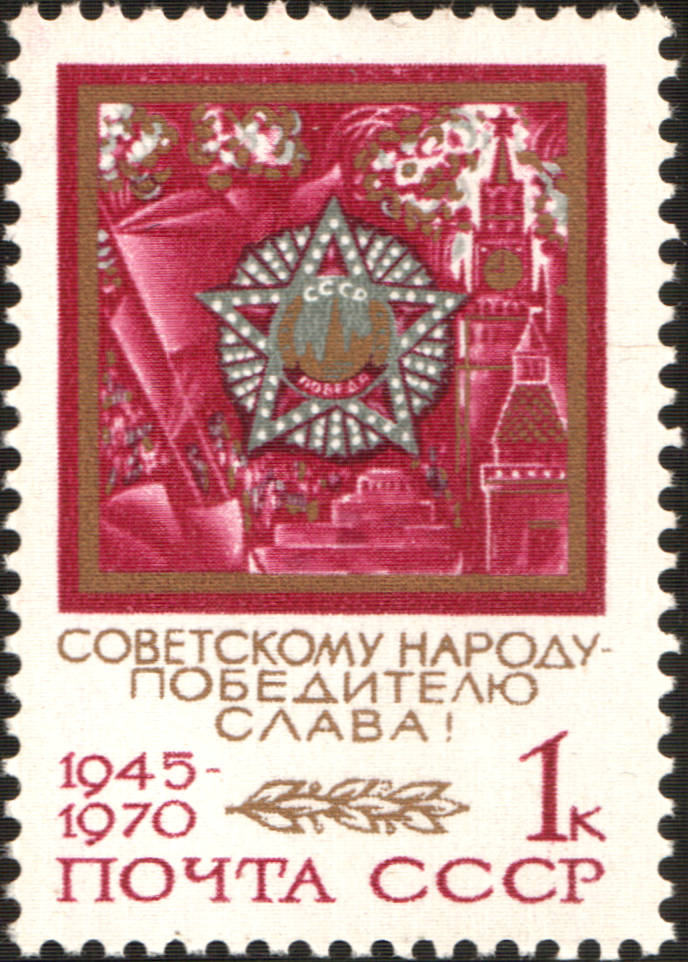
Орден Победы, знамёна, фейерверк на Красной площади
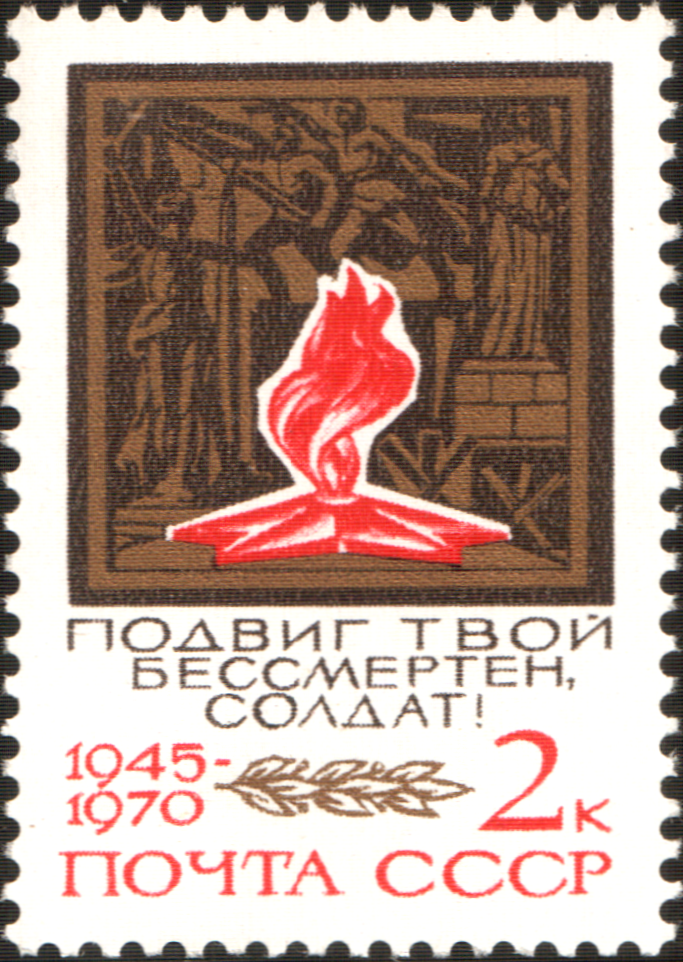
Вечный огонь на могиле Неизвестного солдата
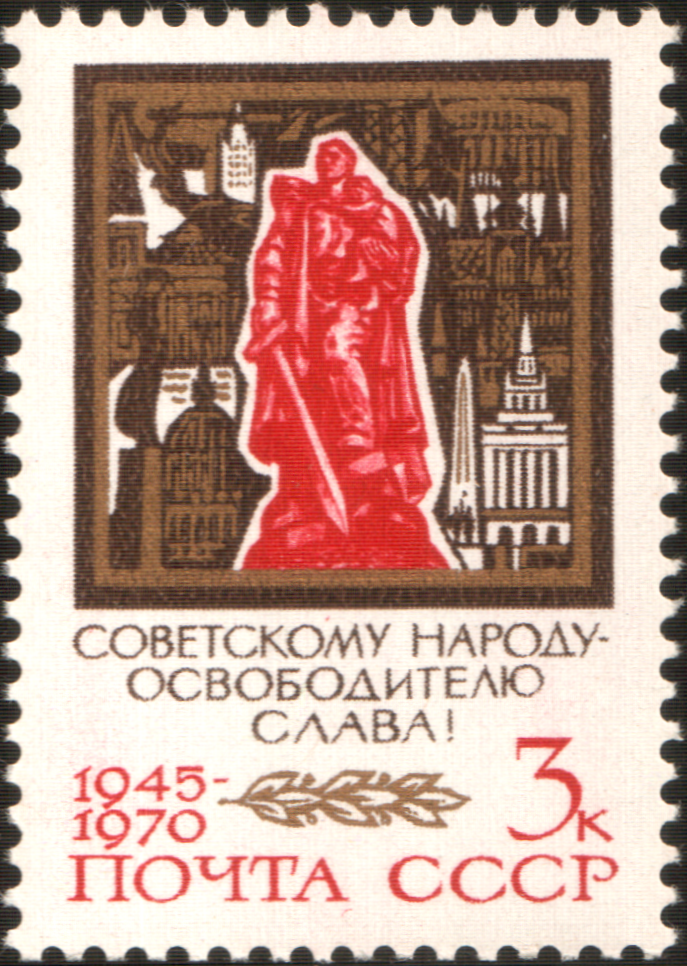
Статуя воина-освободителя в Берлине
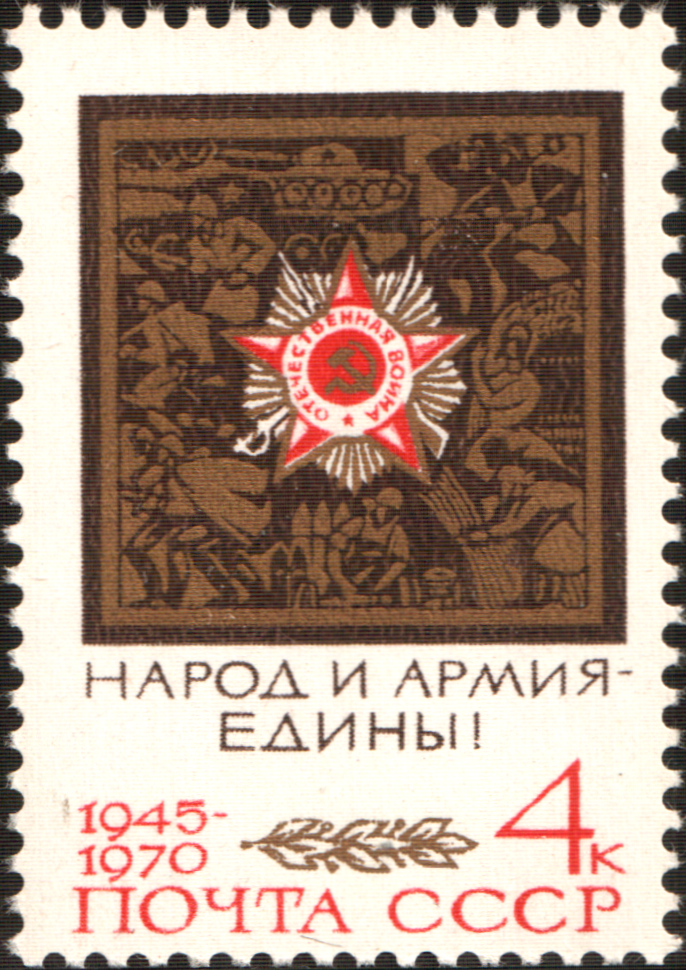
Орден Отечественной войны
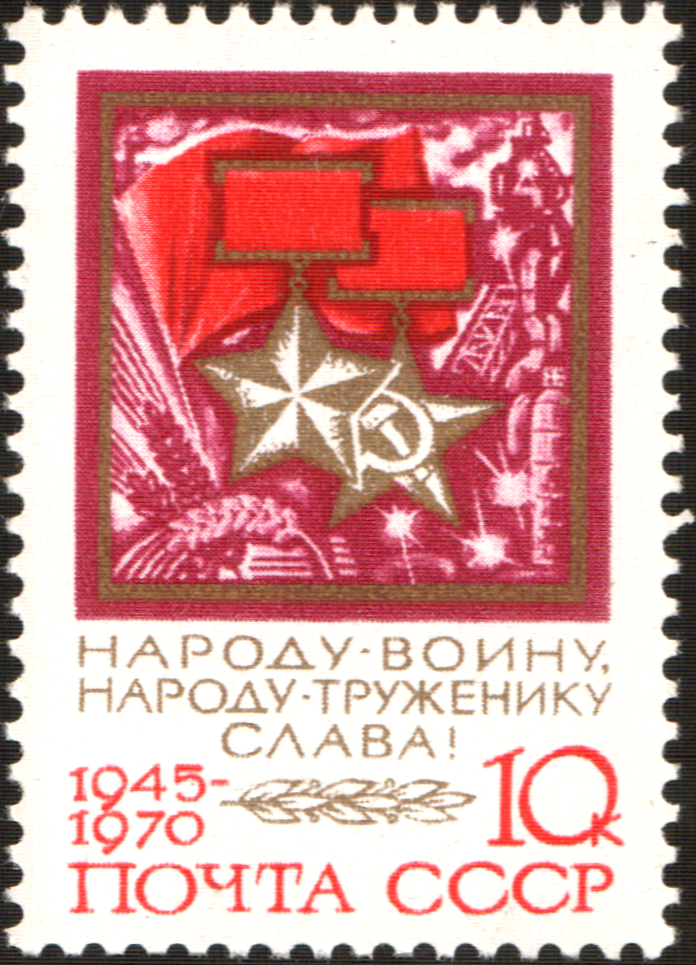
Золотые Звезды Героя Советского Союза и Героя Социалистического Труда
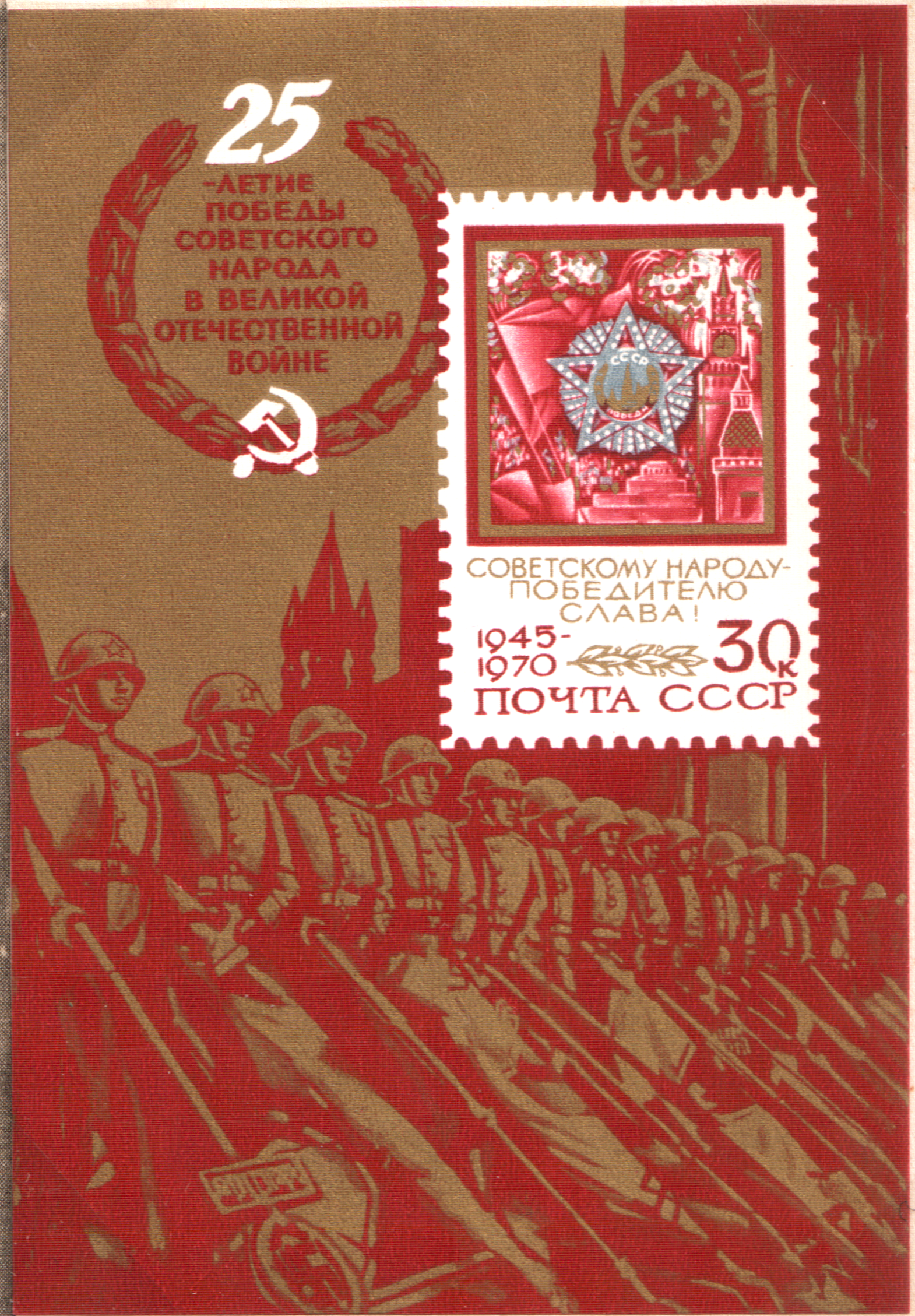
Парад Победы 1945 года (почтовый блок)

В 1975 году в серии, посвящённой 30-летию Победы, были выпущены марки с тематическими рисунками, а также почтовый блок с изображением Ордена Отечественной войны, Ордена Победы и гвардейской ленты. На большинстве марок приведены лозунги, которые могут служить заголовками тем при построении тематических коллекций:
- «КПСС — вдохновитель и организатор всех наших побед!»,
- «Бессмертен твой подвиг, солдат!»,
- «Всё для фронта, всё для Победы!»,
- «Беспримерный героизм партизан — великий вклад в Победу»,
- «Слава Советской Армии-освободительнице!»,
- тема памяти.

Серия почтовых марок СССР «30-летие Победы» (1975)
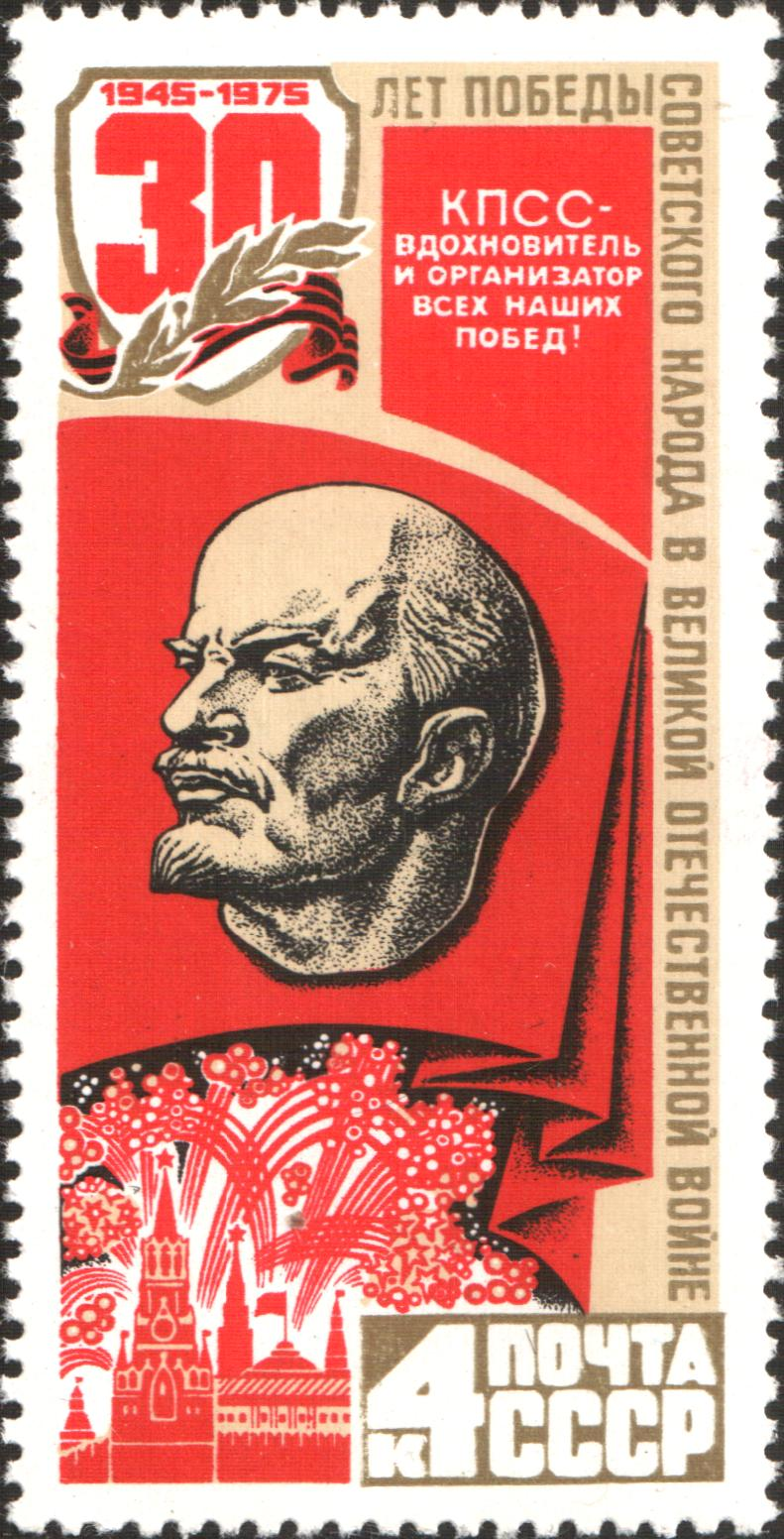
«КПСС — вдохновитель и организатор всех наших побед!»
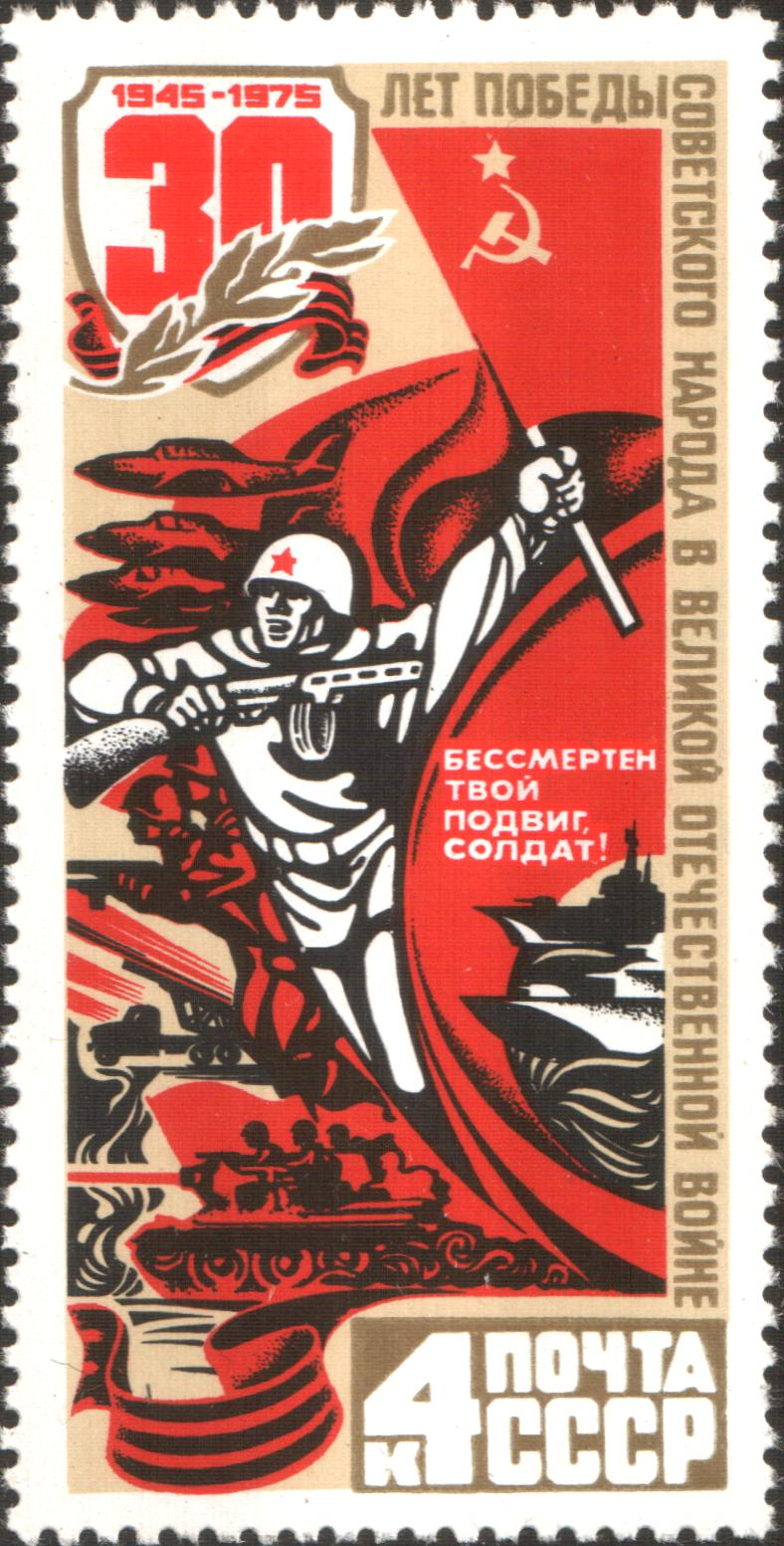
«Бессмертен твой подвиг, солдат!»
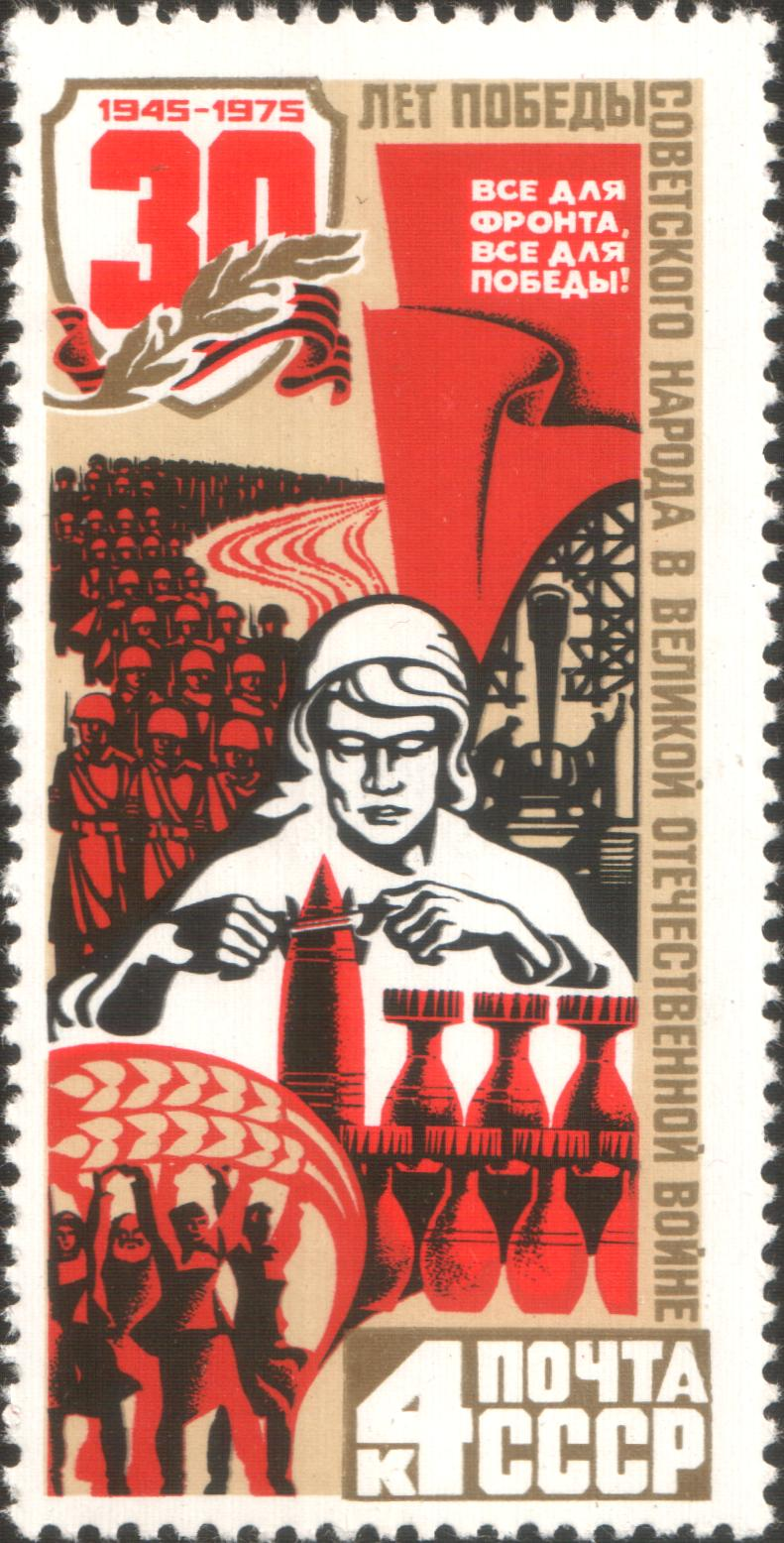
«Всё для фронта, всё для Победы!»
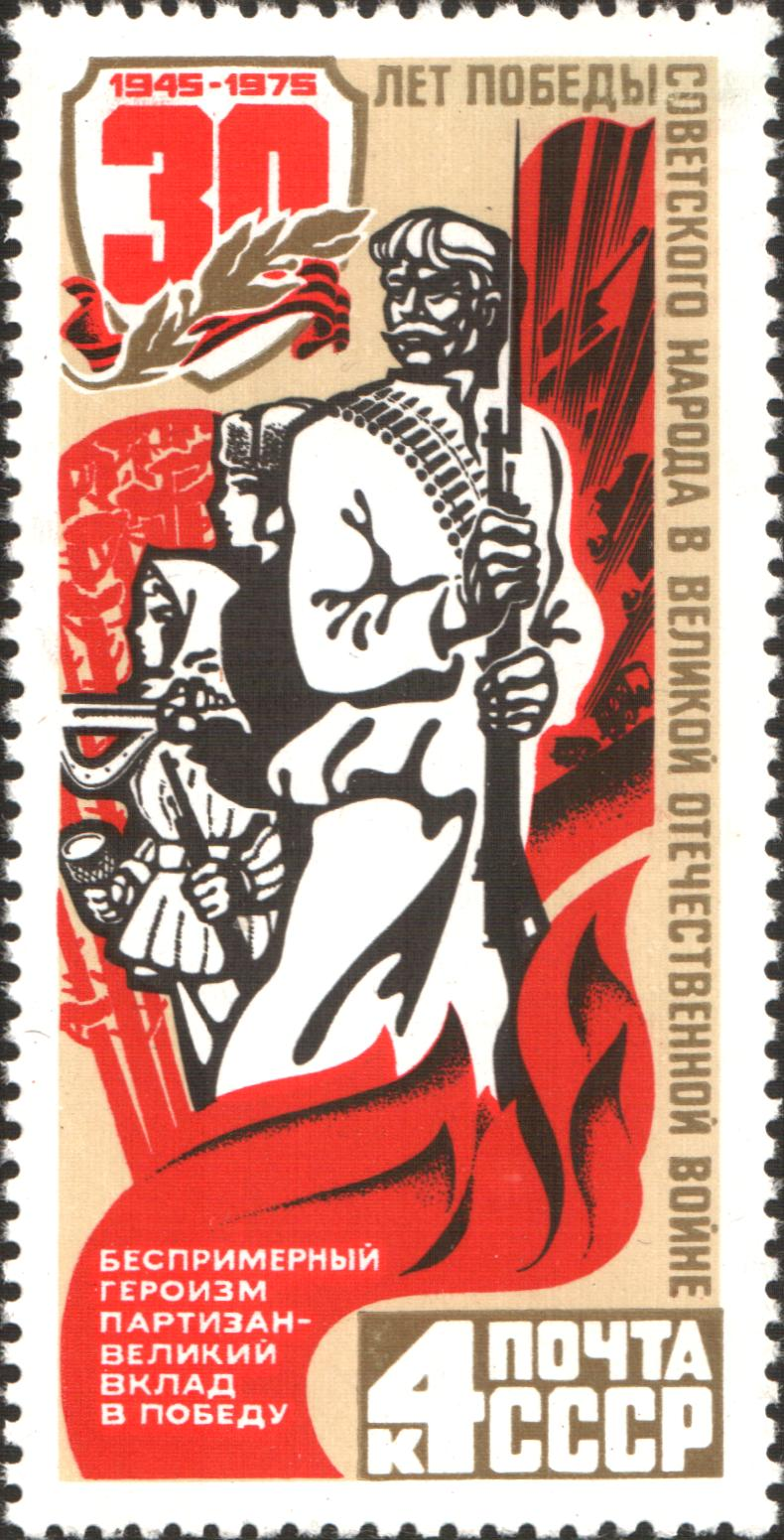
«Беспримерный героизм партизан — великий вклад в Победу»
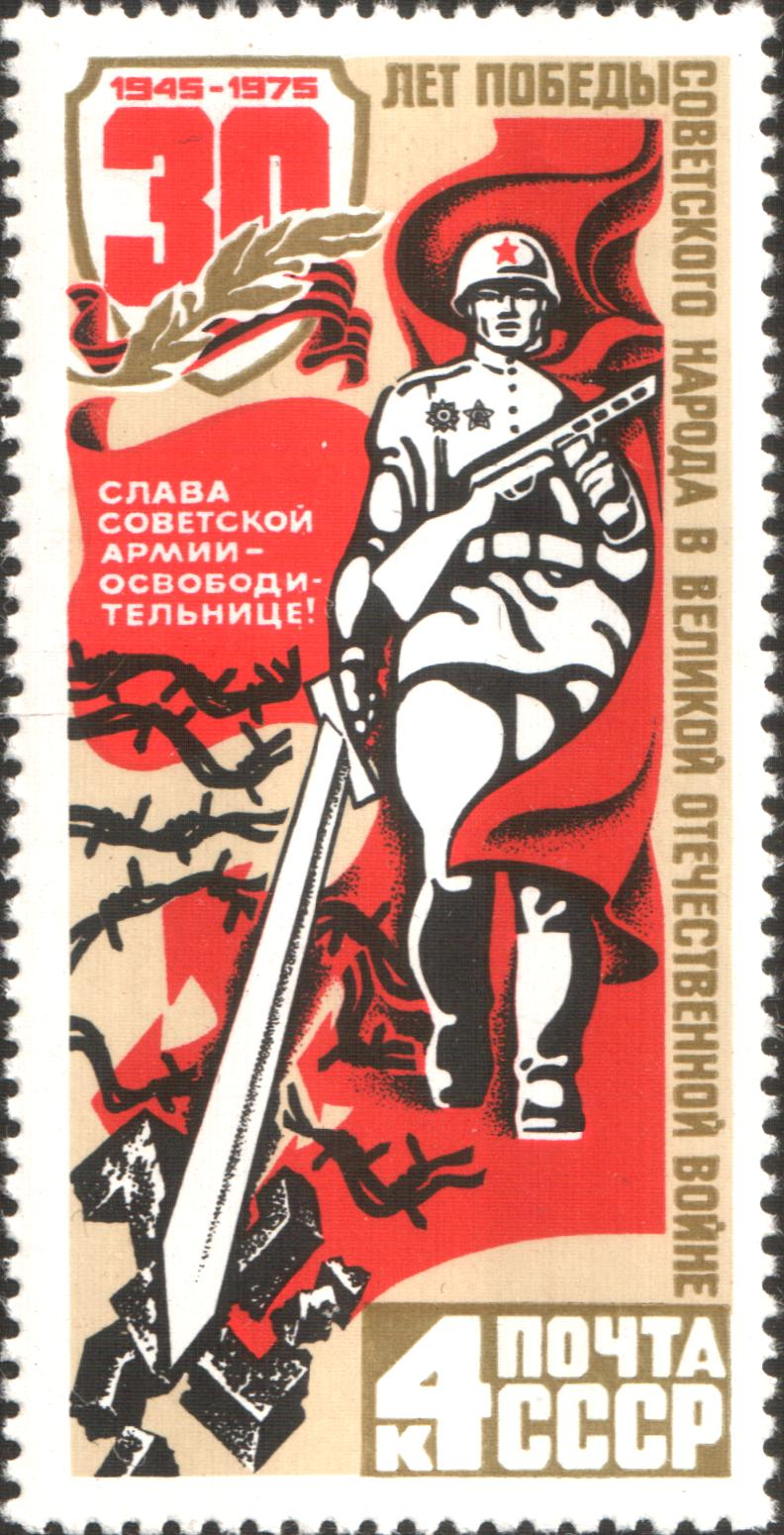
«Слава Советской Армии-освободительнице!»
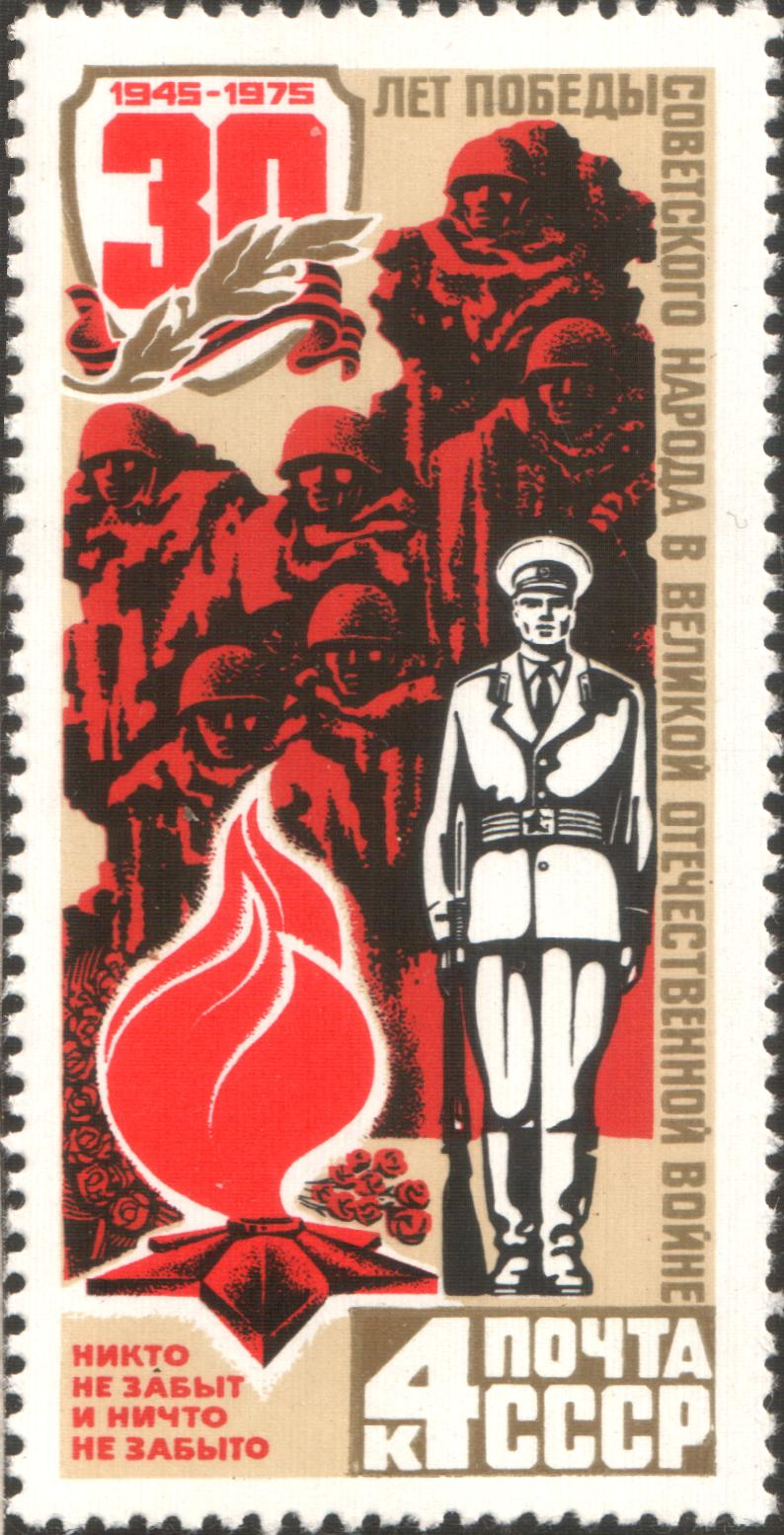
Память
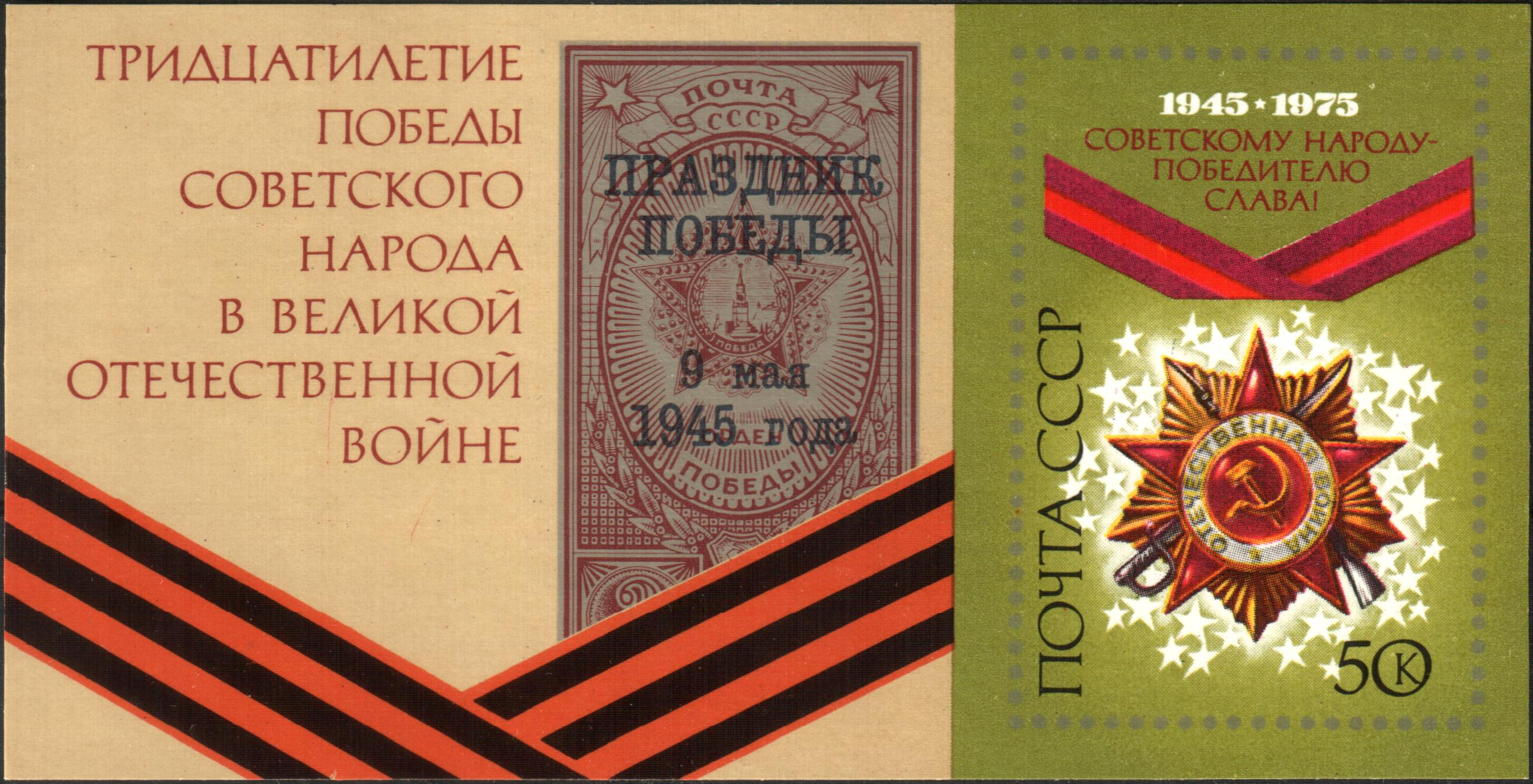
Орден Отечественной войны I степени, Орден Победы, гвардейская лента (почтовый блок)

Поздние советские выпуски в честь Дня Победы
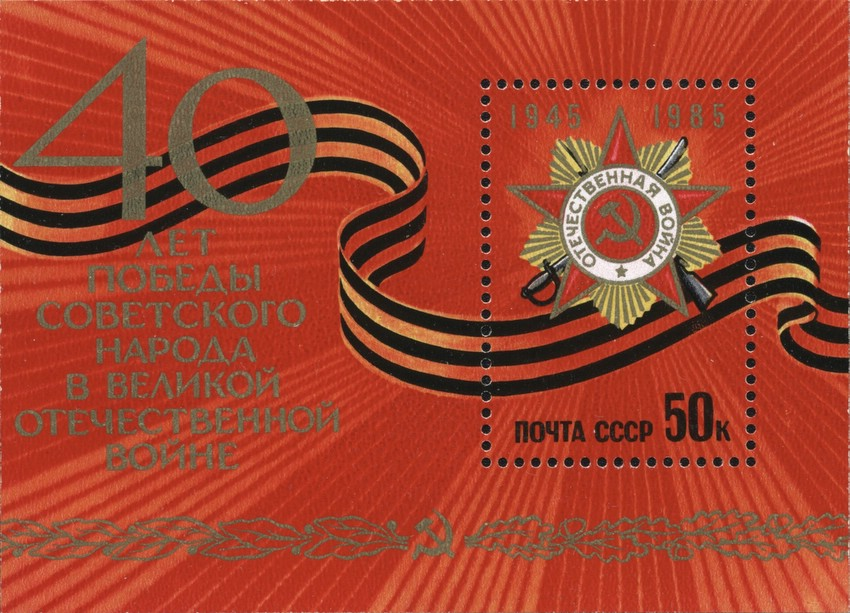
СССР (1985): почтовый блок «40 лет Победы советского народа в Великой Отечественной войне» (ЦФА [АО «Марка»] № 5622)
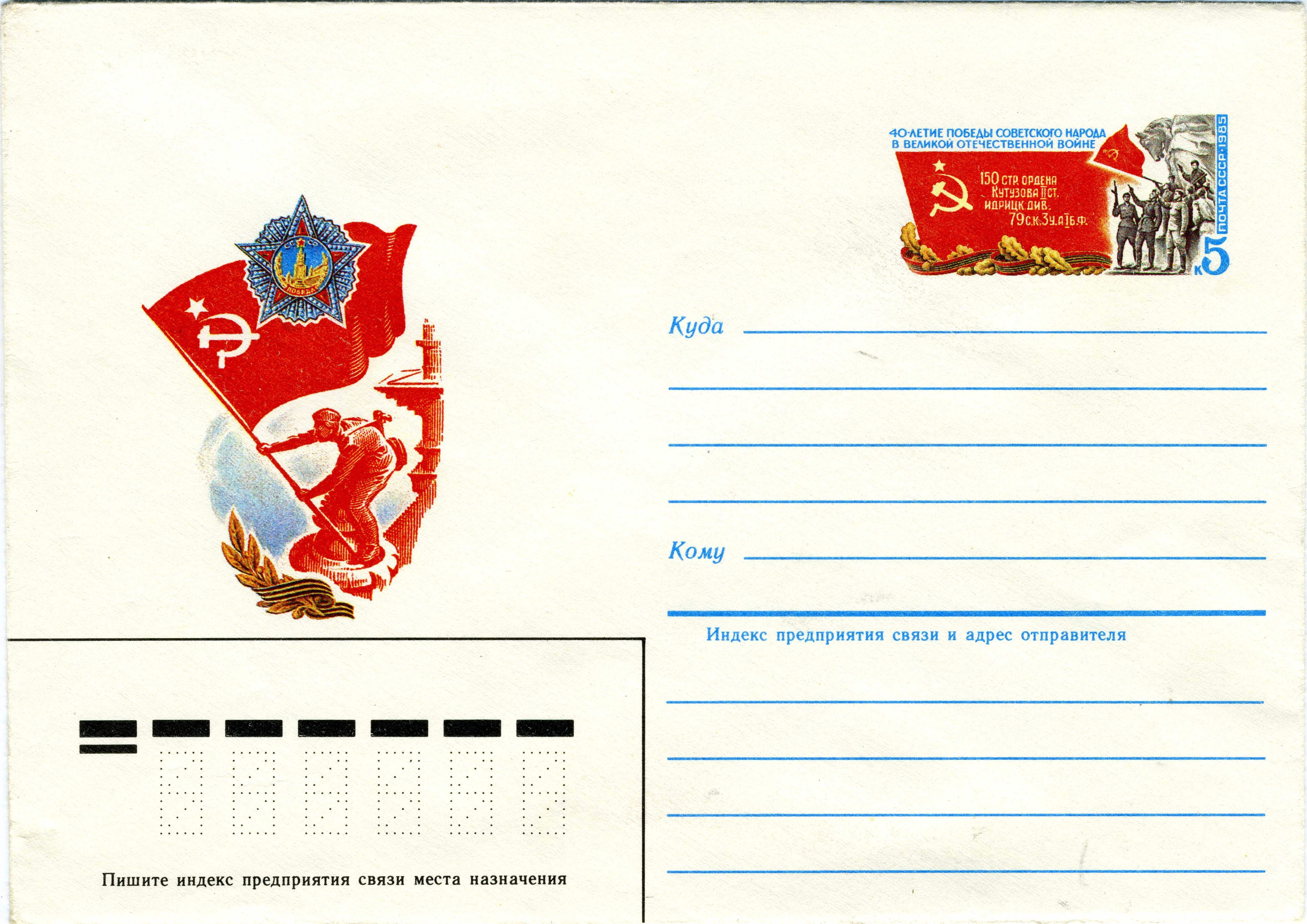
То же: конверт с оригинальной маркой с изображением Знамени Победы на Бранденбургских воротах (по фотографии Е. Халдея)
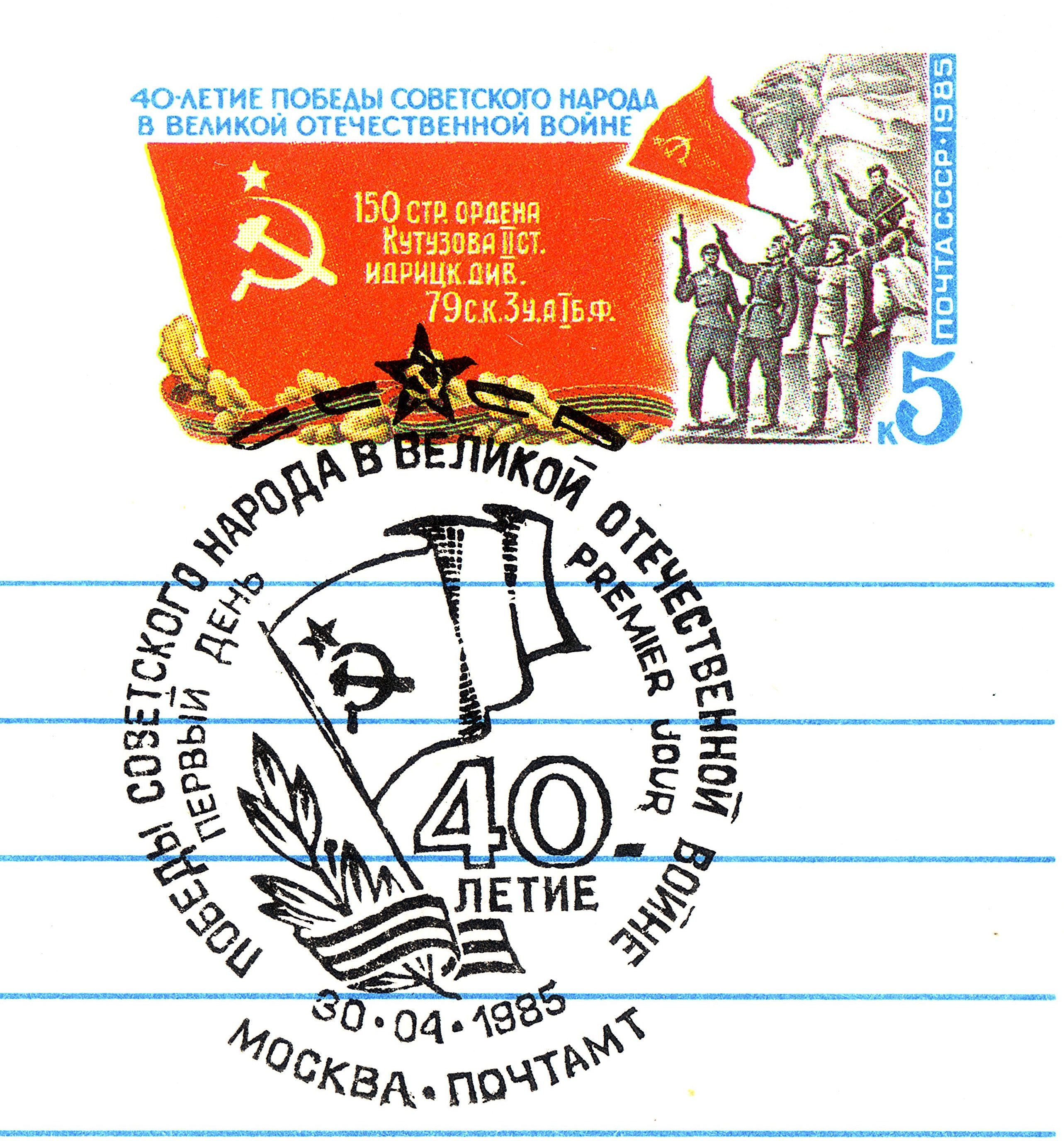
То же: увеличенное изображение оригинальной марки и спецгашения
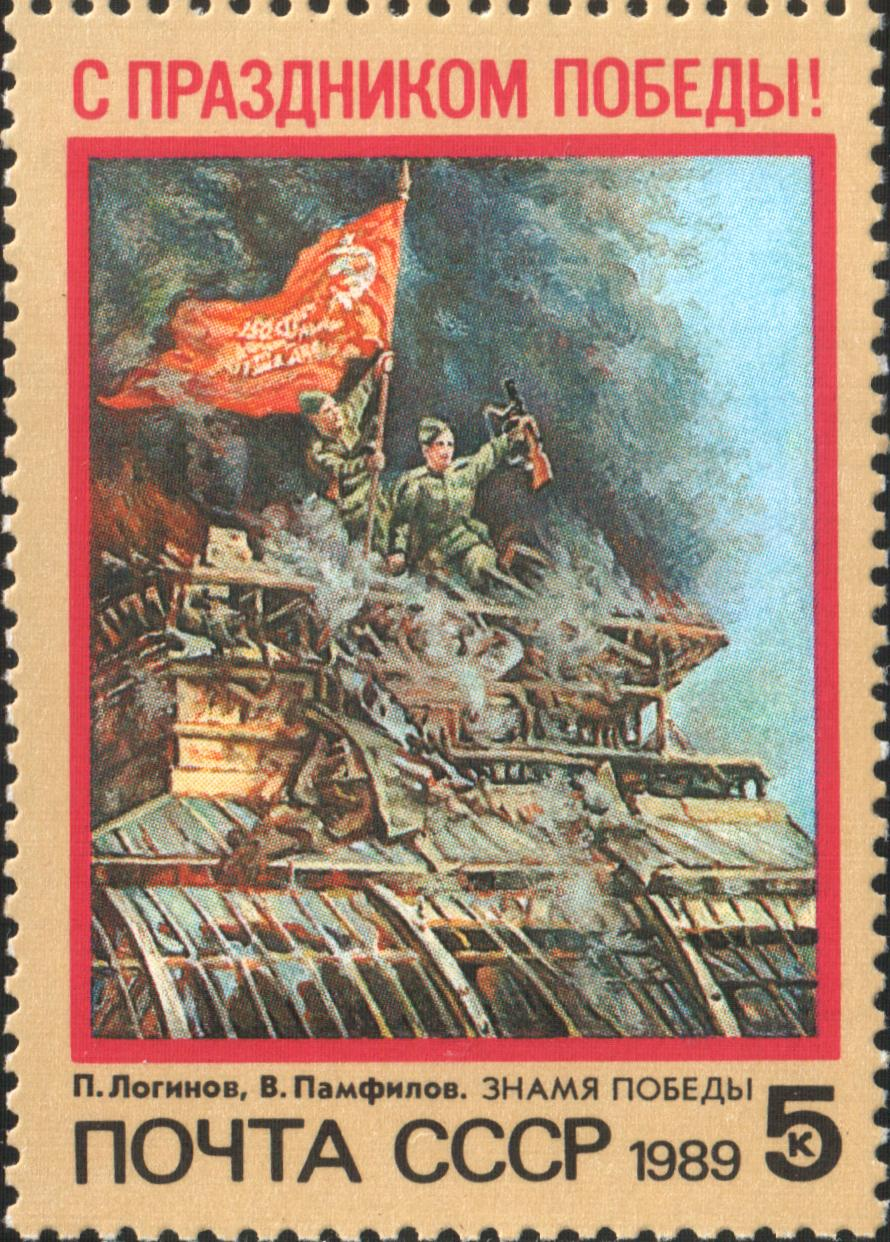
СССР (1989): «С праздником Победы!» (ЦФА [АО «Марка»] № 6060)

### Россия

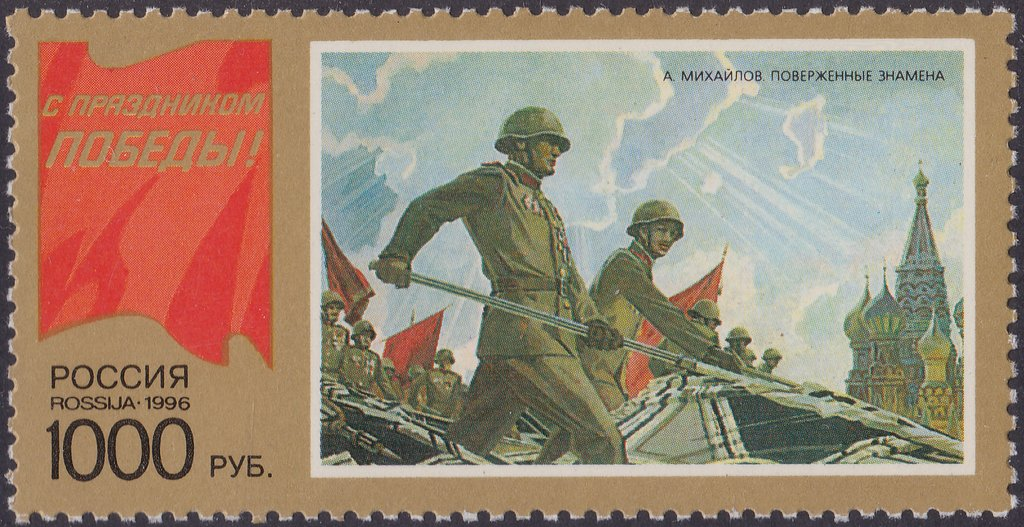
Почтовая марка 1996 год. С праздником Победы! Картина А. С. Михайлова «Поверженные знамёна» (1979 г., Москва. Центральный музей Вооруженных сил). На фоне красного знамени текст: «С праздником Победы!».

Первой российской маркой на тему Дня Победы (и восьмой по счёту с начала выпуска Россией собственных марок) стала почтовая миниатюра «С праздником Победы!»[≡]. Она была подготовлена Издательско-торговым центром «Марка» и поступила в обращение 5 марта 1992 года (ЦФА [АО «Марка»] № 8). На марке репродуцирован фрагмент картины художника Н. Н. Баскакова «Победа» (1974); оформление миниатюры выполнено А. Толмачёвым. Марка отпечатана офсетным способом с бронзовой пастой на мелованной бумаге. Номинал — 5 копеек; размер марок — 30 × 42 мм; зубцовка рамочная 12:12½; тираж — 2,1 млн экземпляров. Марки выходили в листах по 36 (6 × 6) штук. Выпуск конверта первого дня не предусматривался.

Серия почтовых марок России «50-летие Победы» (1995)
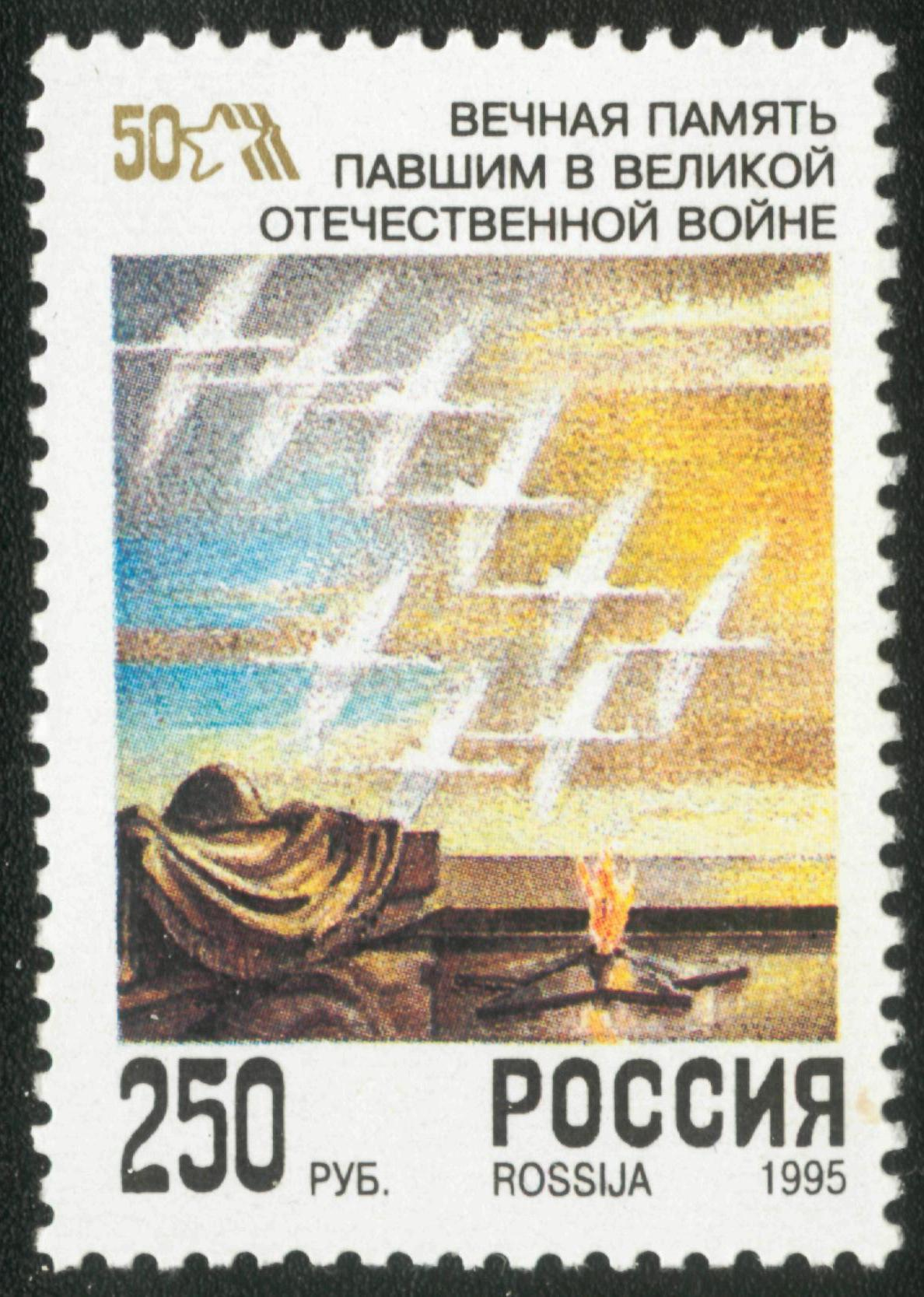
Вечная память павшим в Великой Отечественной войне
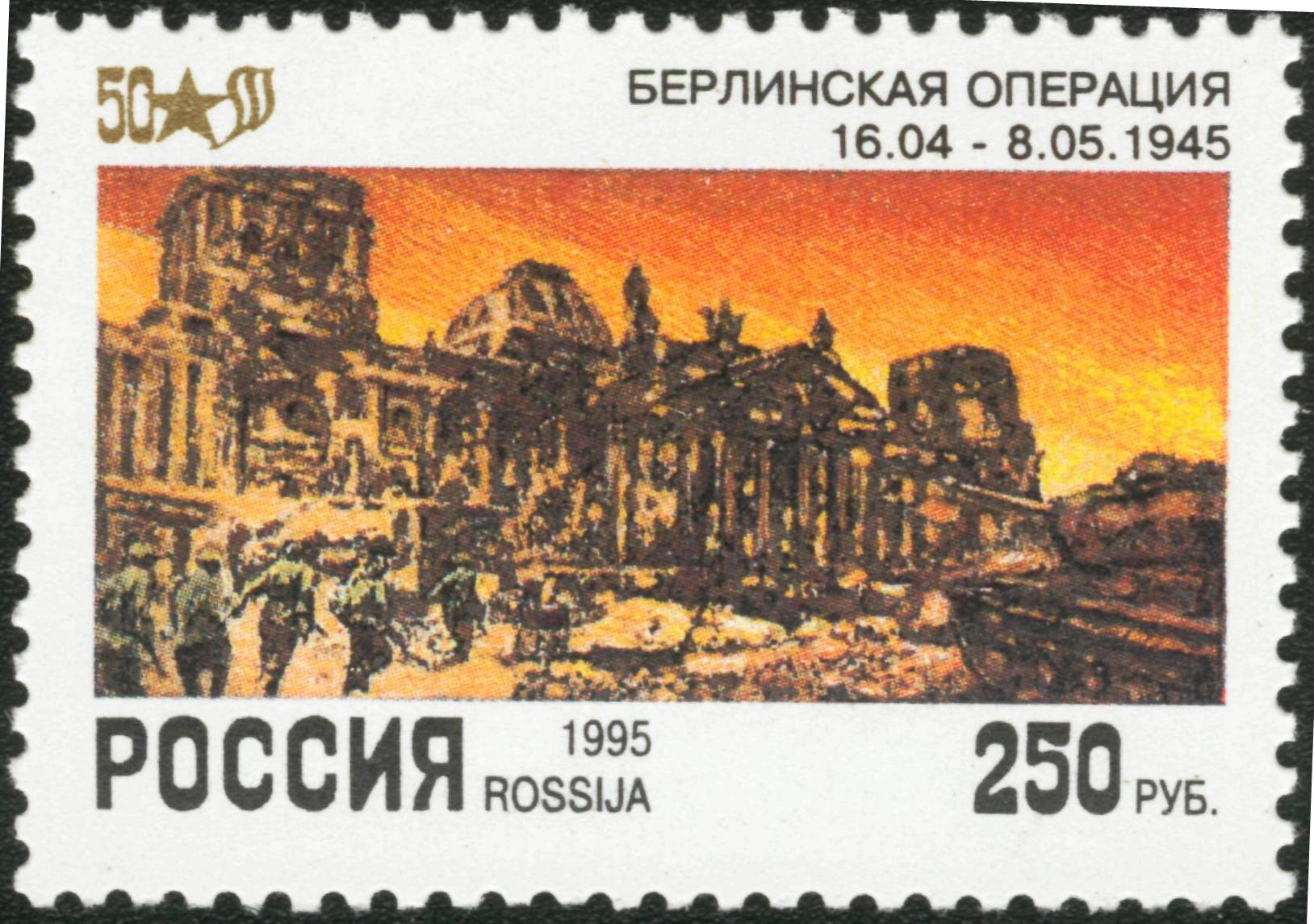
Берлинская операция
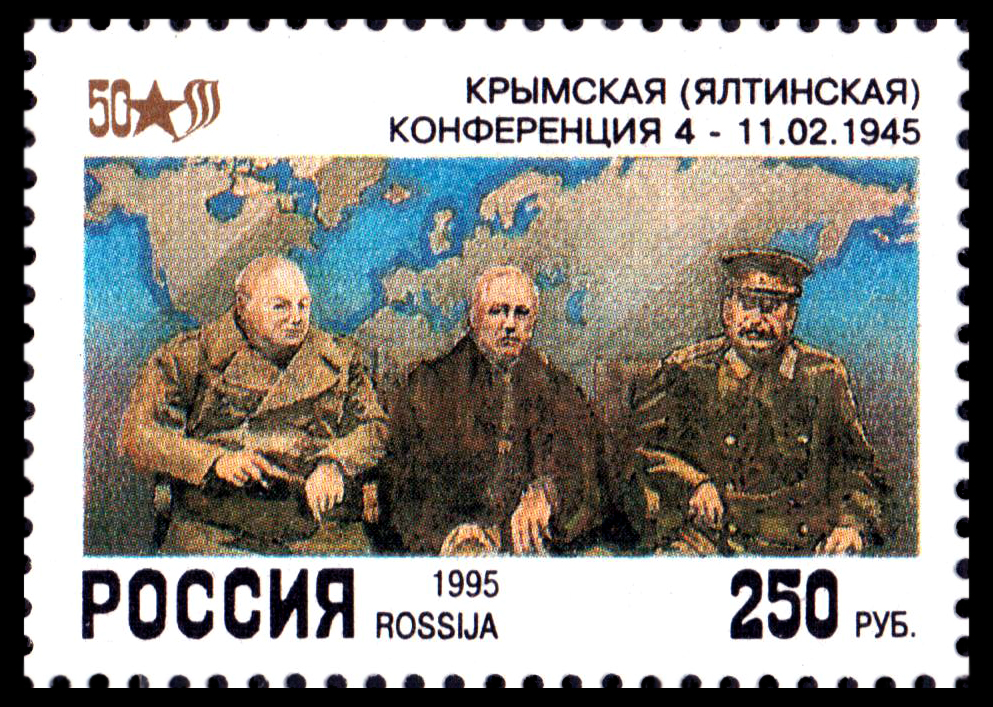
Крымская (Ялтинская) конференция
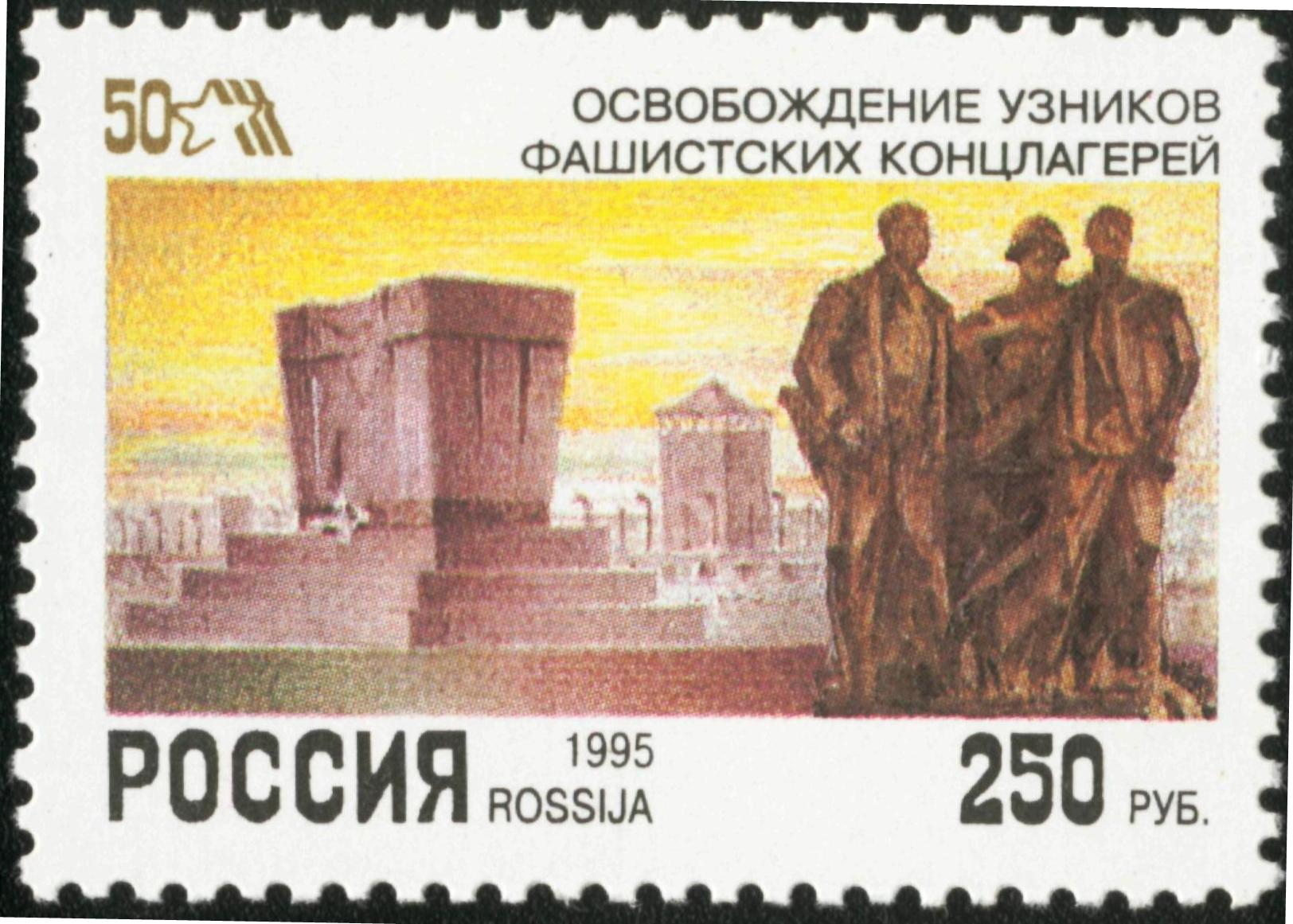
Освобождение узников фашистских концлагерей
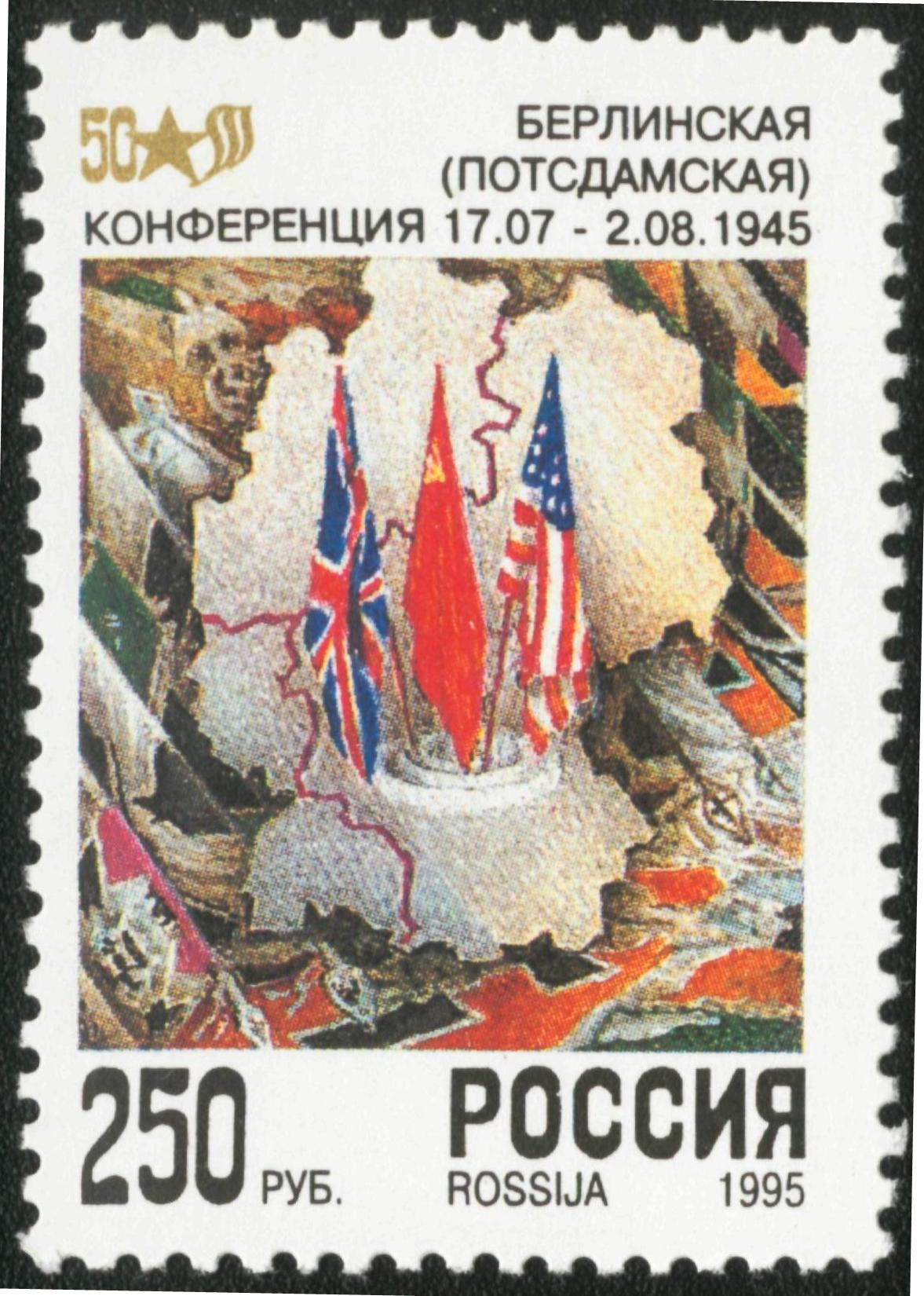
Берлинская (Потсдамская) конференция
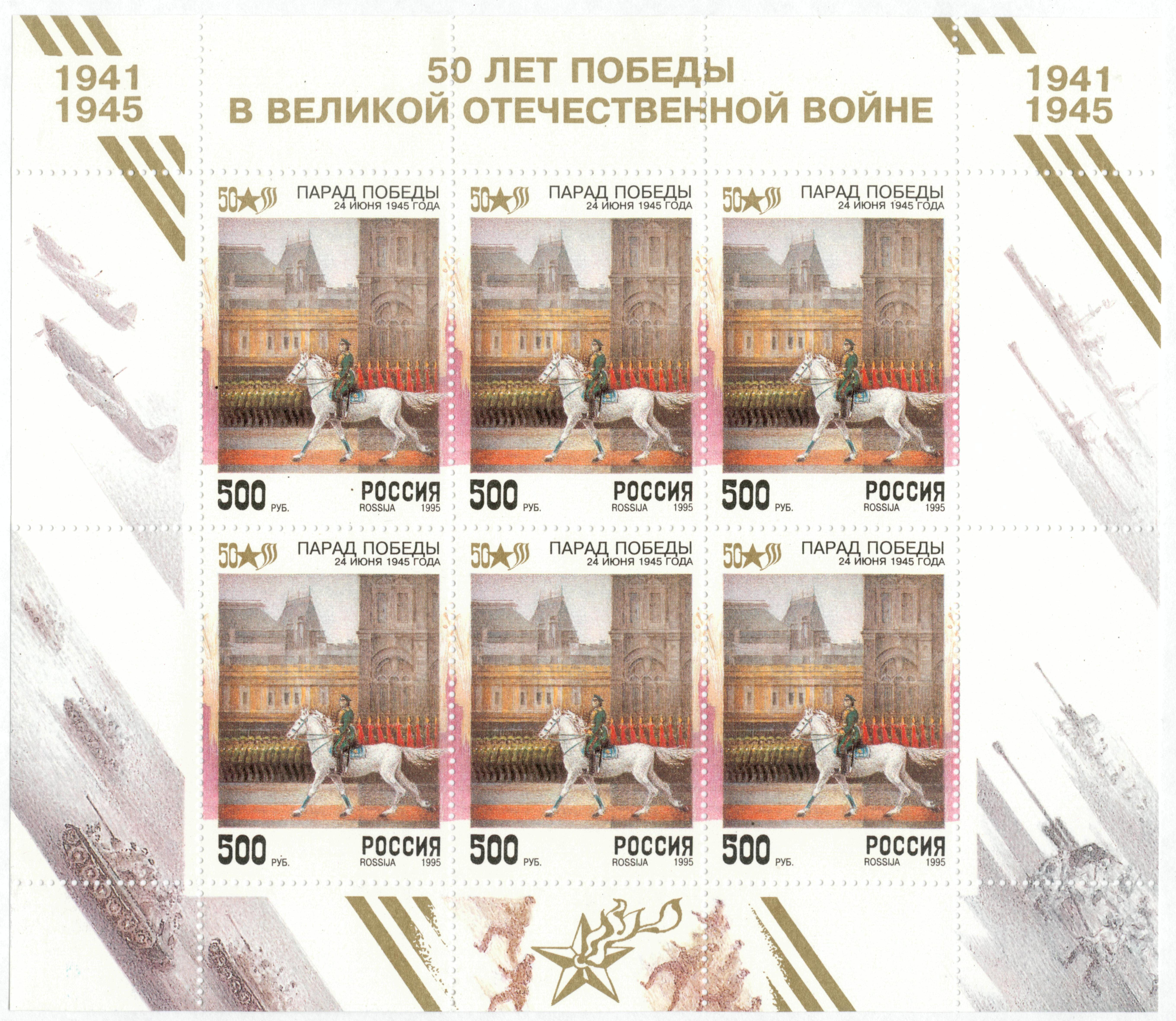
Парад Победы 24 июня 1945 года (ЦФА [АО «Марка»] № 214) (марочный лист)
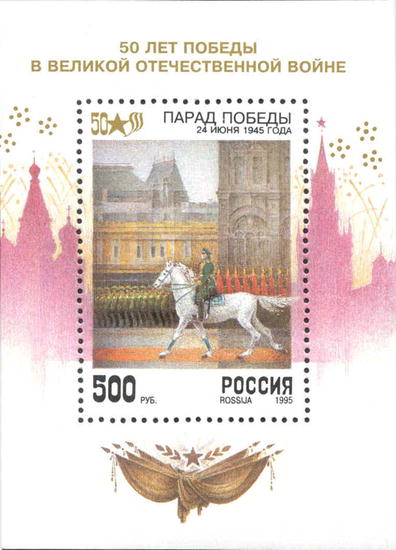
То же (почтовый блок)

Выпуск России «55 лет Победы в Великой Отечественной войне» (2000)
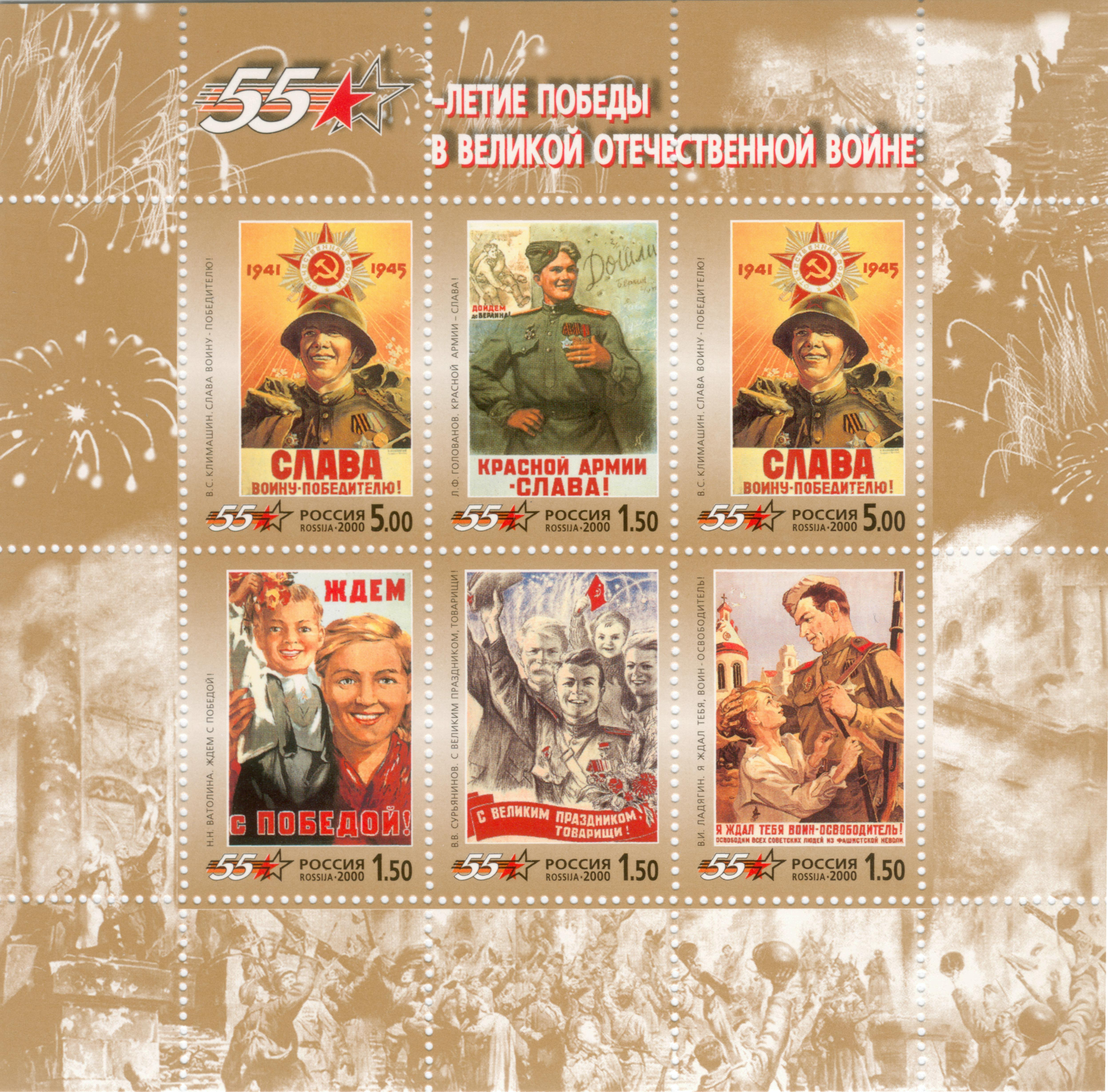
Марочный лист
 (ЦФА [АО «Марка»] № 574—578)
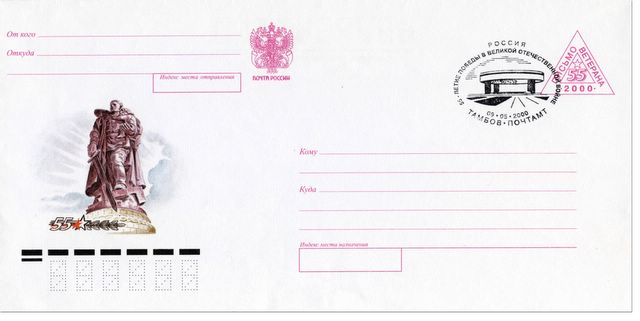
Конверт с оригинальной маркой и спецгашением

Выпуск России «75 лет Победы в Великой Отечественной войне» (2020)
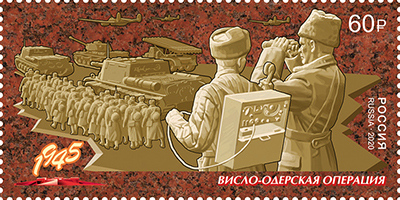
Путь к Победе. Висло-Одерская наступательная операция
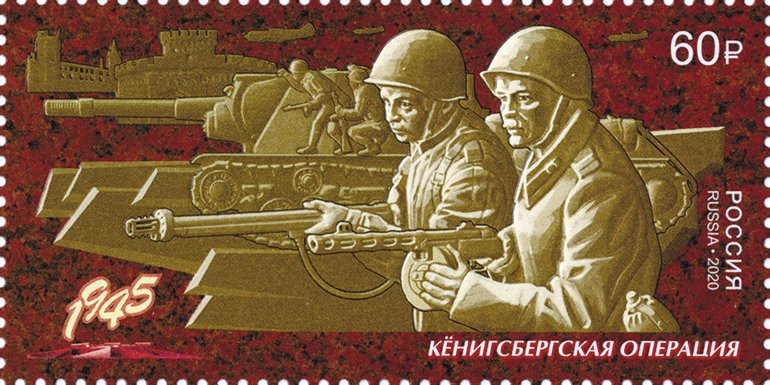
Путь к Победе. Кёнигсбергская операция
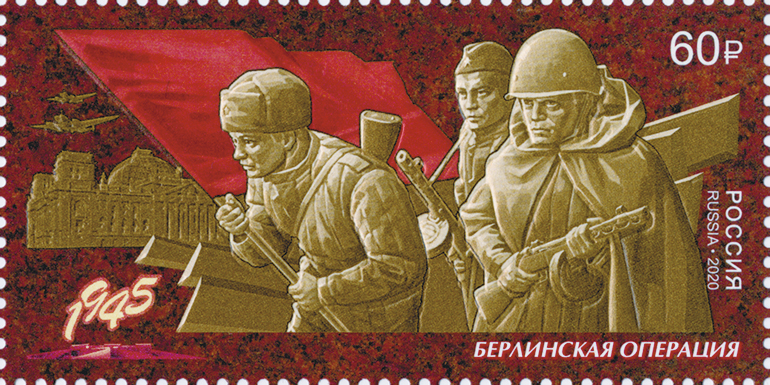
Путь к Победе. Берлинская наступательная операция
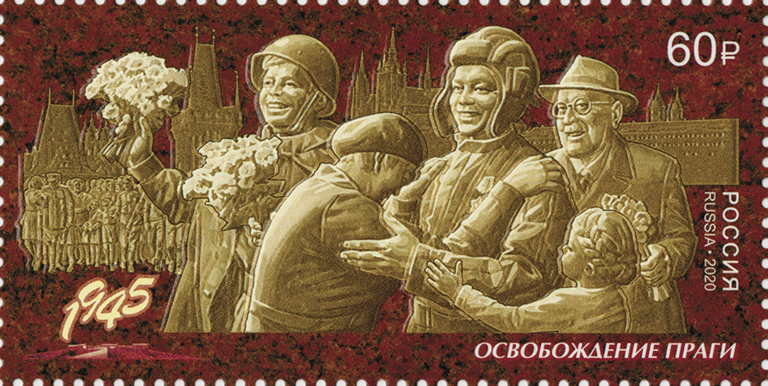
Путь к Победе. Пражская наступательная операция
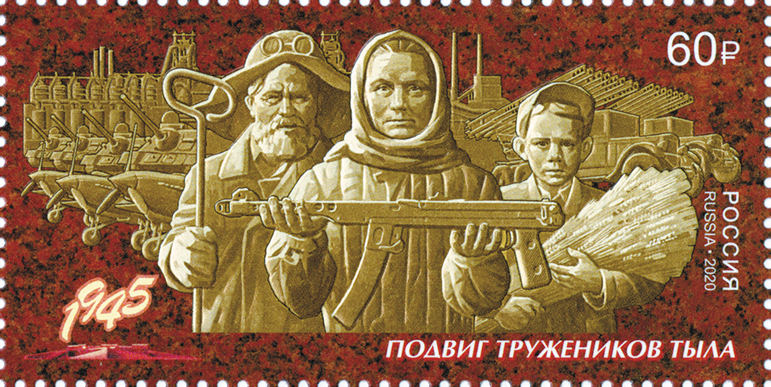
Серия Путь к Победе. Труженики тыла
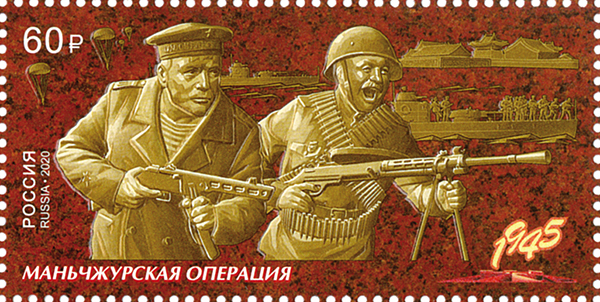
Почтовая марка из серии Путь к Победе. Маньчжурская стратегическая наступательная операция
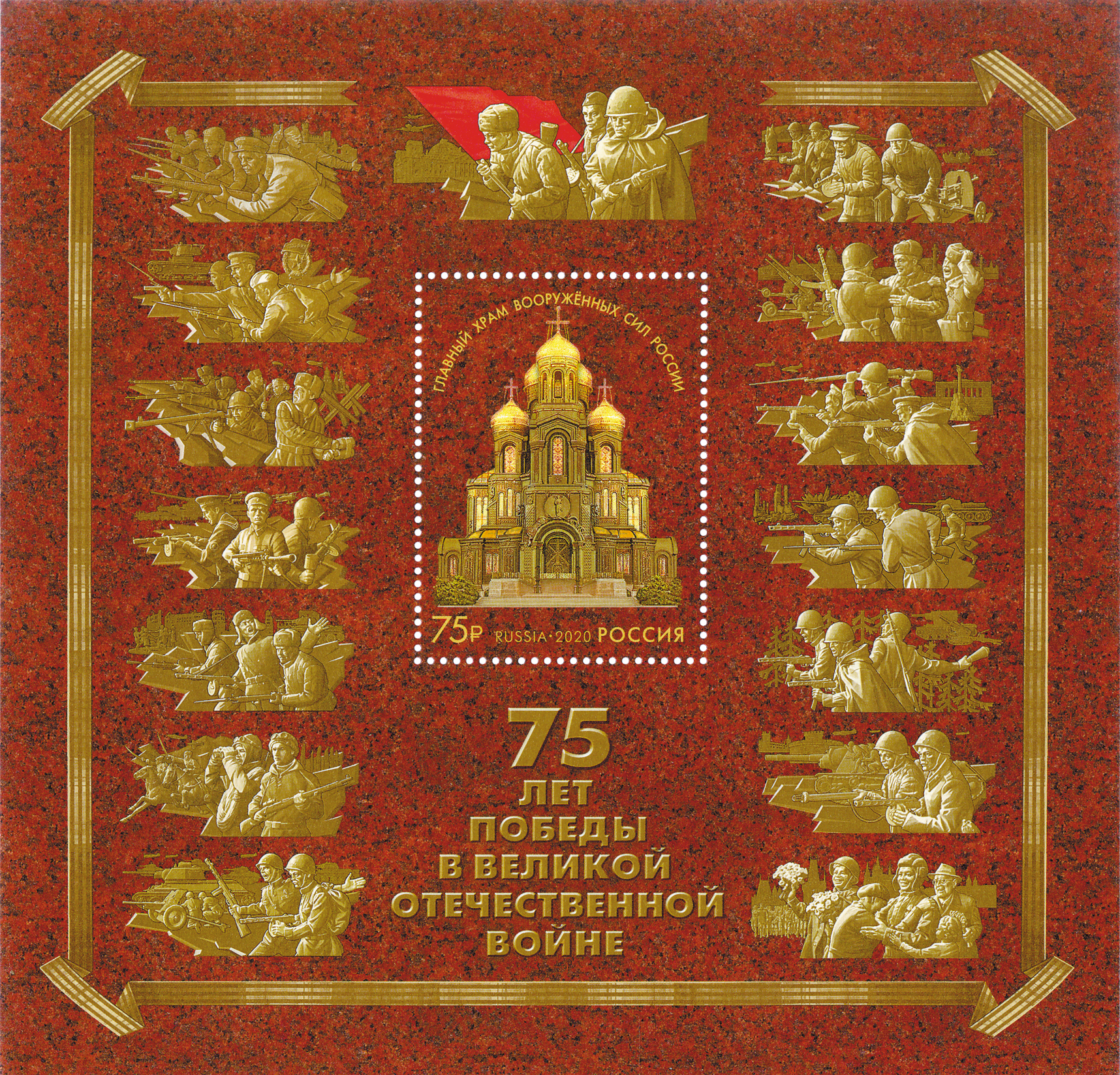
75 лет Победы в Великой Отечественной войне. Совместный выпуск Российской Федерации и Республики Беларусь
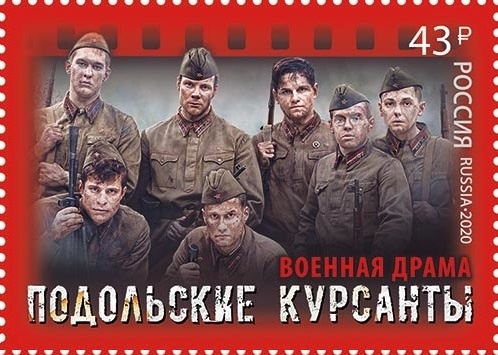
Современный российский кинематограф. Фильм "Подольские курсанты". Выпуск посвящён 75-летию Победы

Серия «К 80-летию Победы в Великой Отечественной войне 1941-1945 гг.
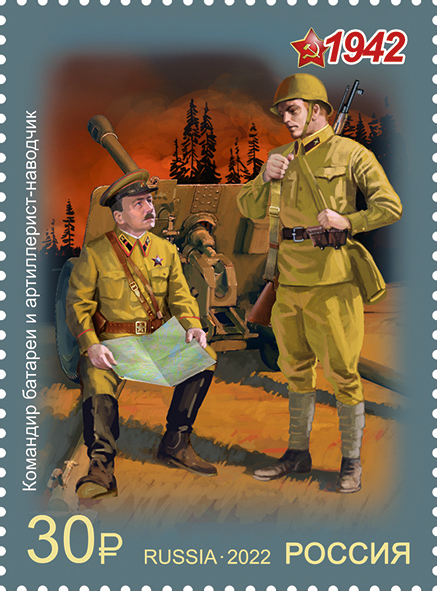
Военная форма одежды Красной армии и флота СССР. 1942 г.». Командир батареи и артиллерист-наводчик
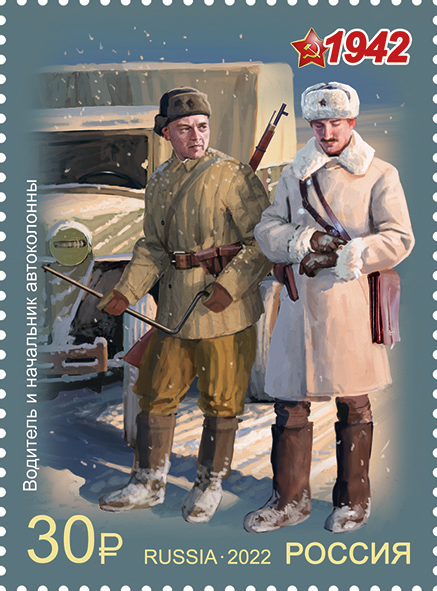
Военная форма одежды Красной армии и флота СССР. 1942 г.». Водитель и начальник автоколонны
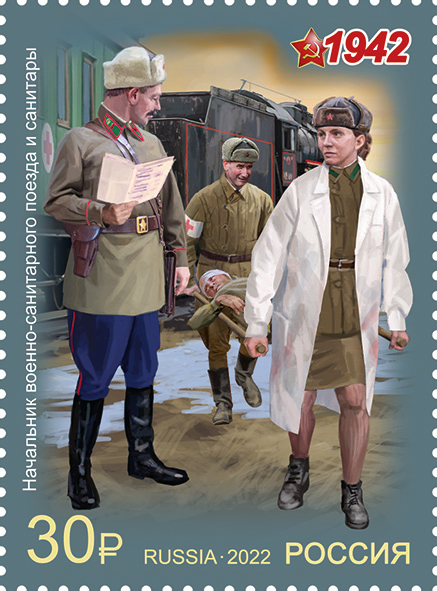
Военная форма одежды Красной армии и флота СССР. 1942 г.». Начальник военно-санитарного поезда и санитары
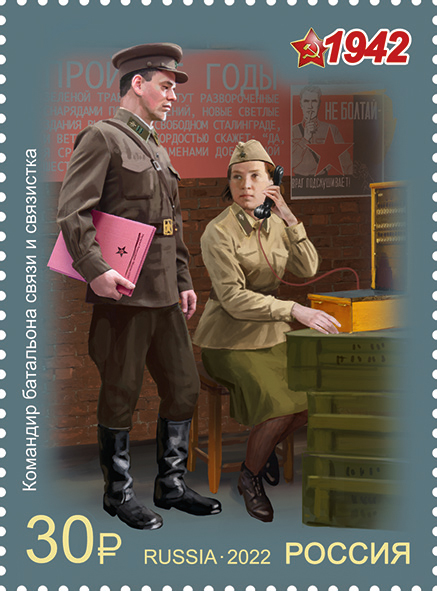
Военная форма одежды Красной армии и флота СССР. 1942 г.». Командир батальона связи и связистка
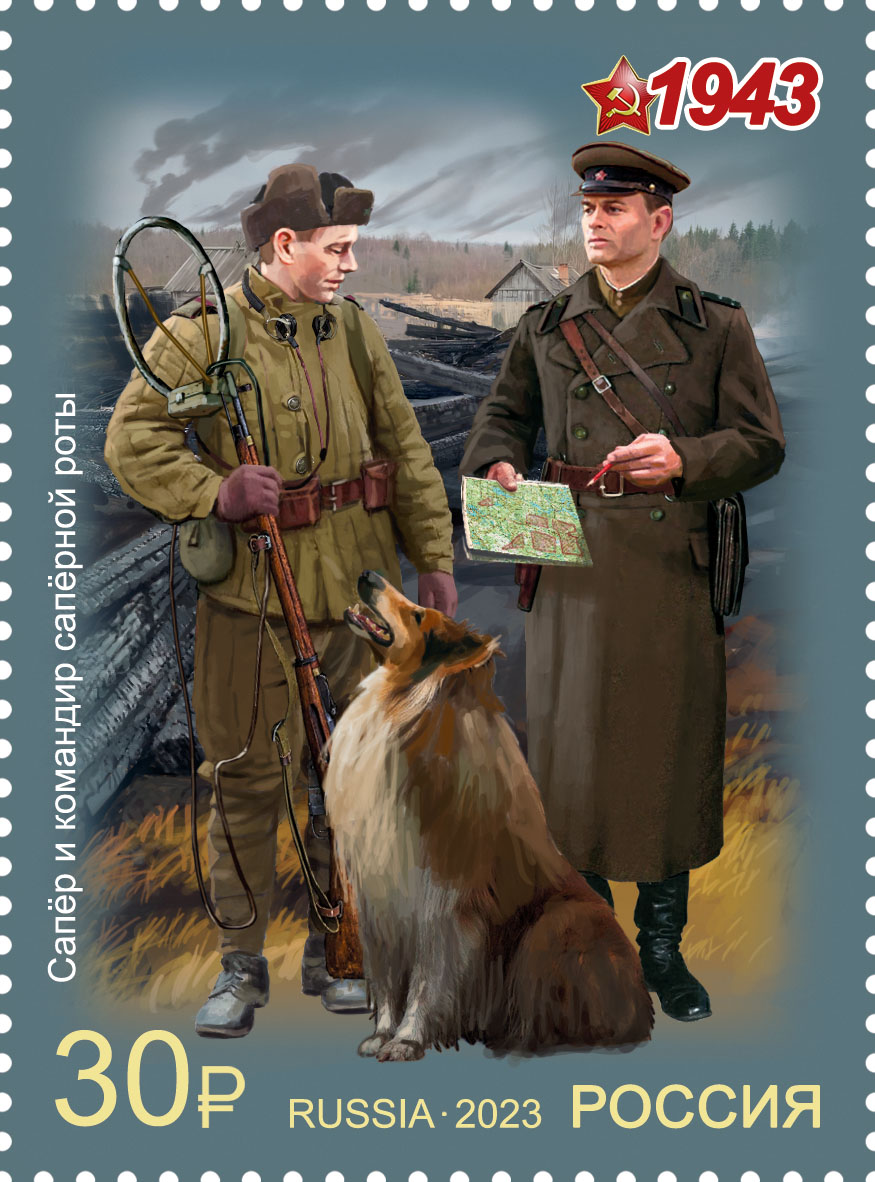
Военная форма одежды Красной армии и флота СССР. 1943 г. Сапёр и командир сапёрной роты
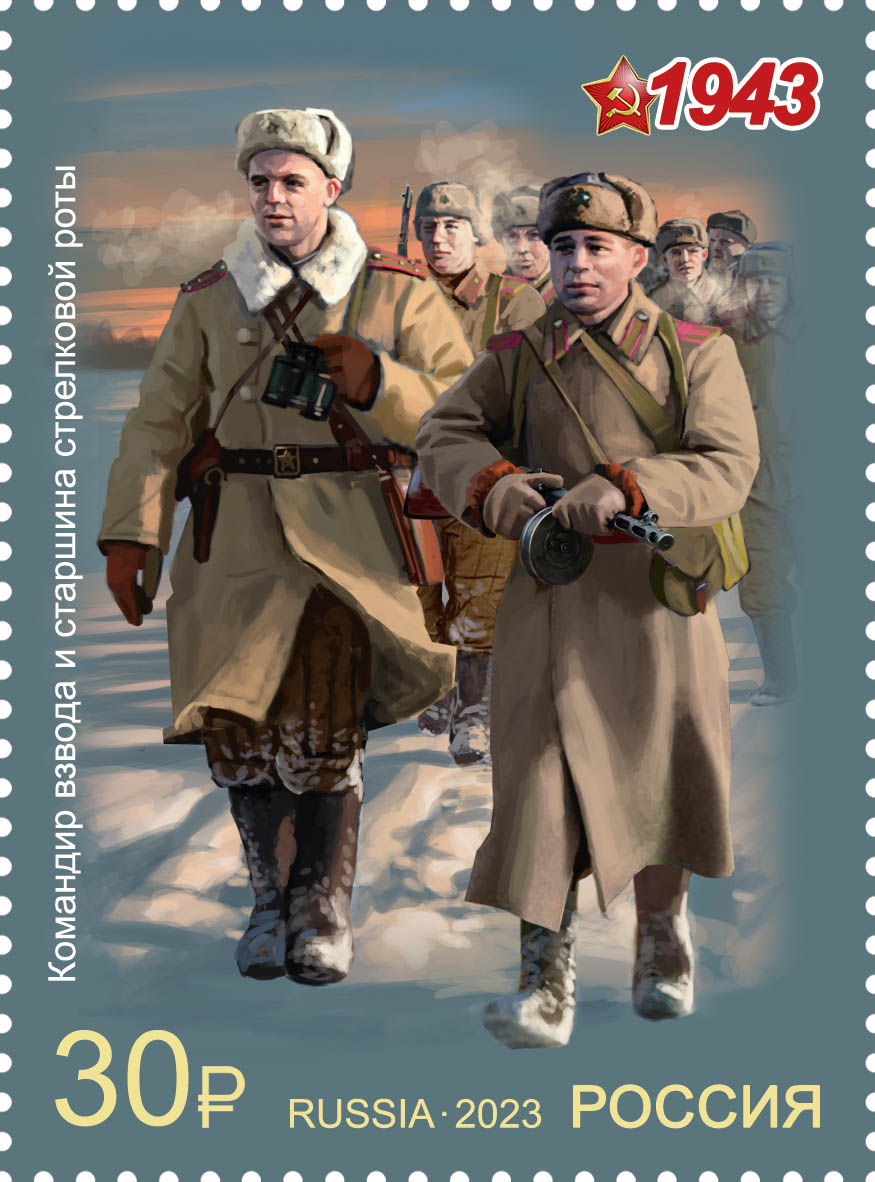
Военная форма одежды Красной армии и флота СССР. 1943 г. Командир взвода и старшина стрелковой роты
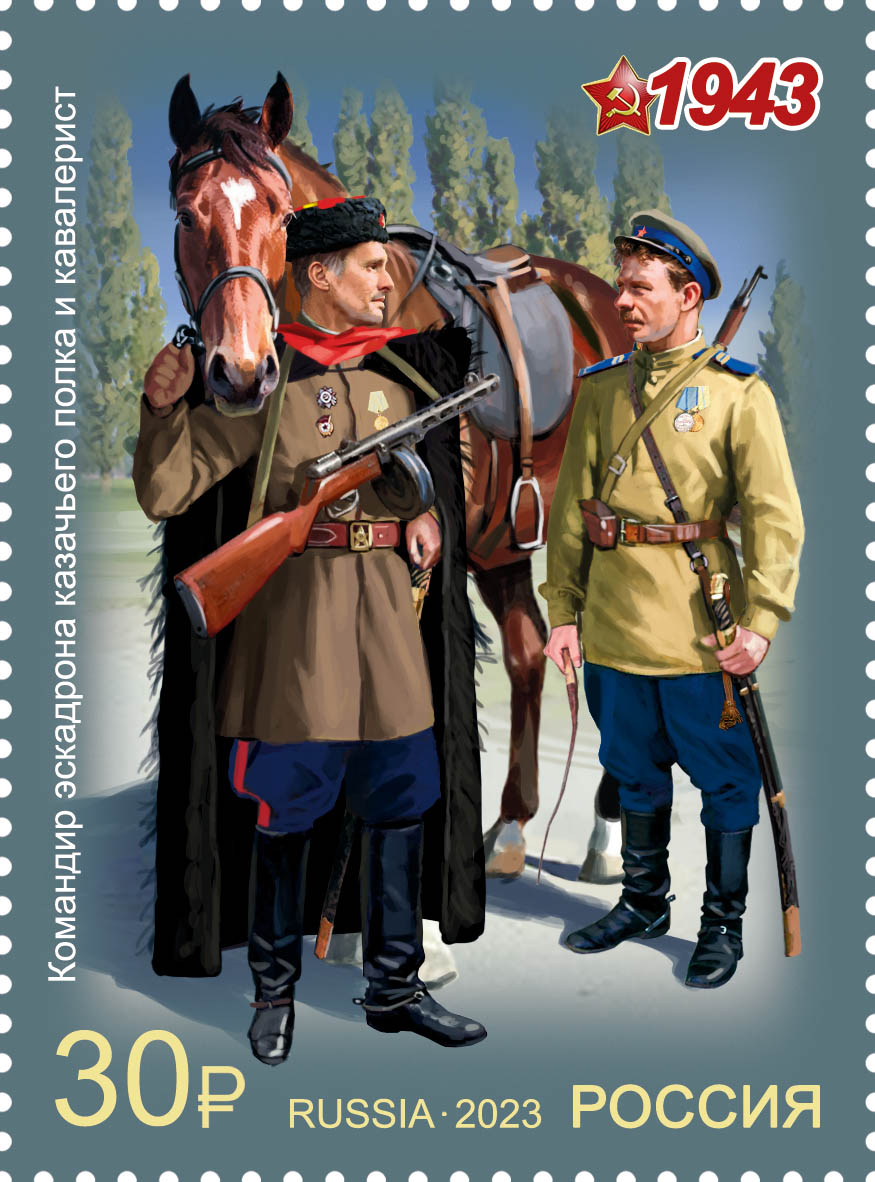
Военная форма одежды Красной армии и флота СССР. 1943 г. Командир эскадрона казачьего полка и кавалерист
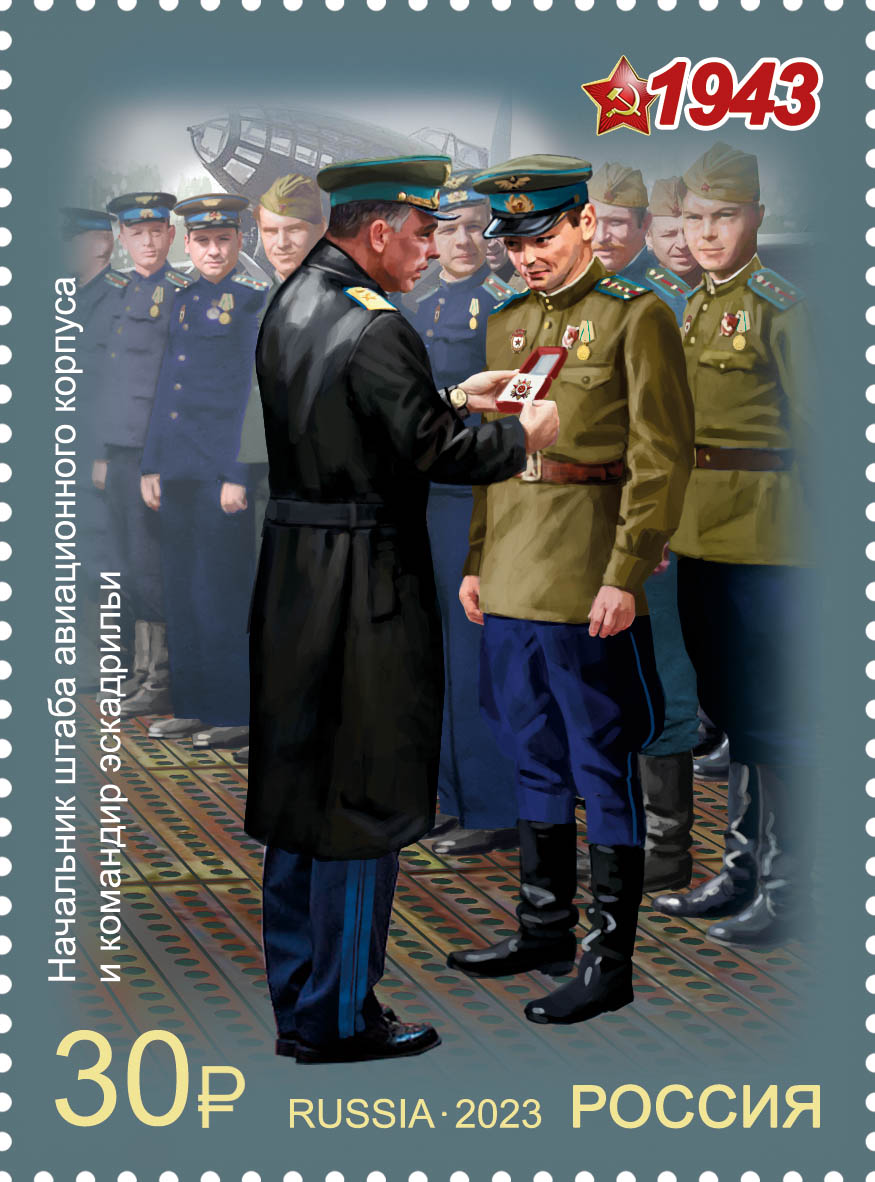
Военная форма одежды Красной армии и флота СССР. 1943 г. Начальник штаба авиационного корпуса и командир эскадрильи

### Украина

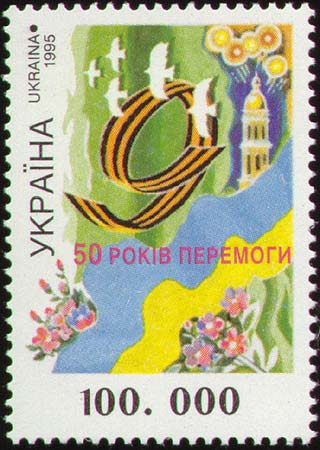
50 лет Победы. Почтовая марка Украины, 1995 год
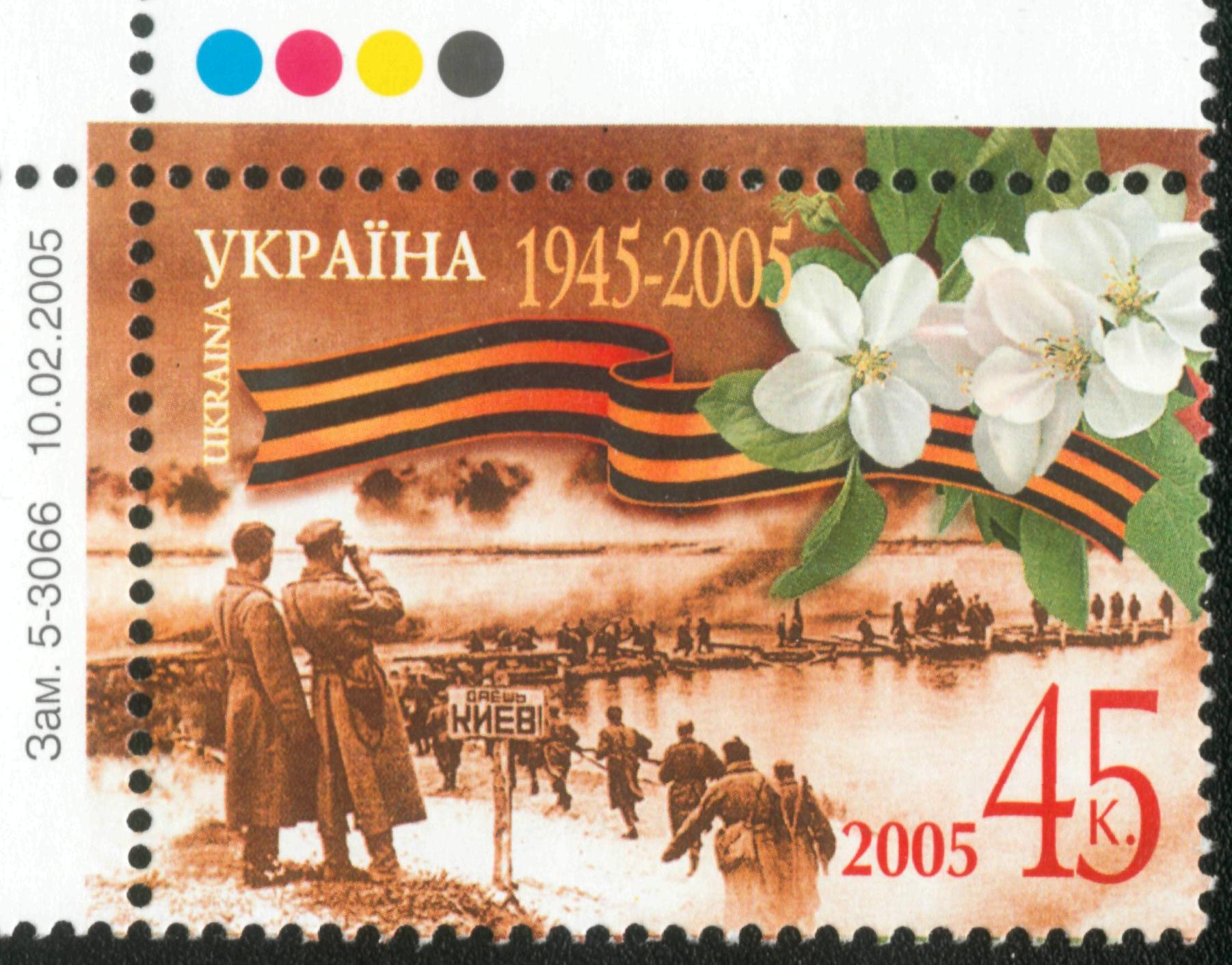
Украина (2005): 60 лет Победы (Mi #710)
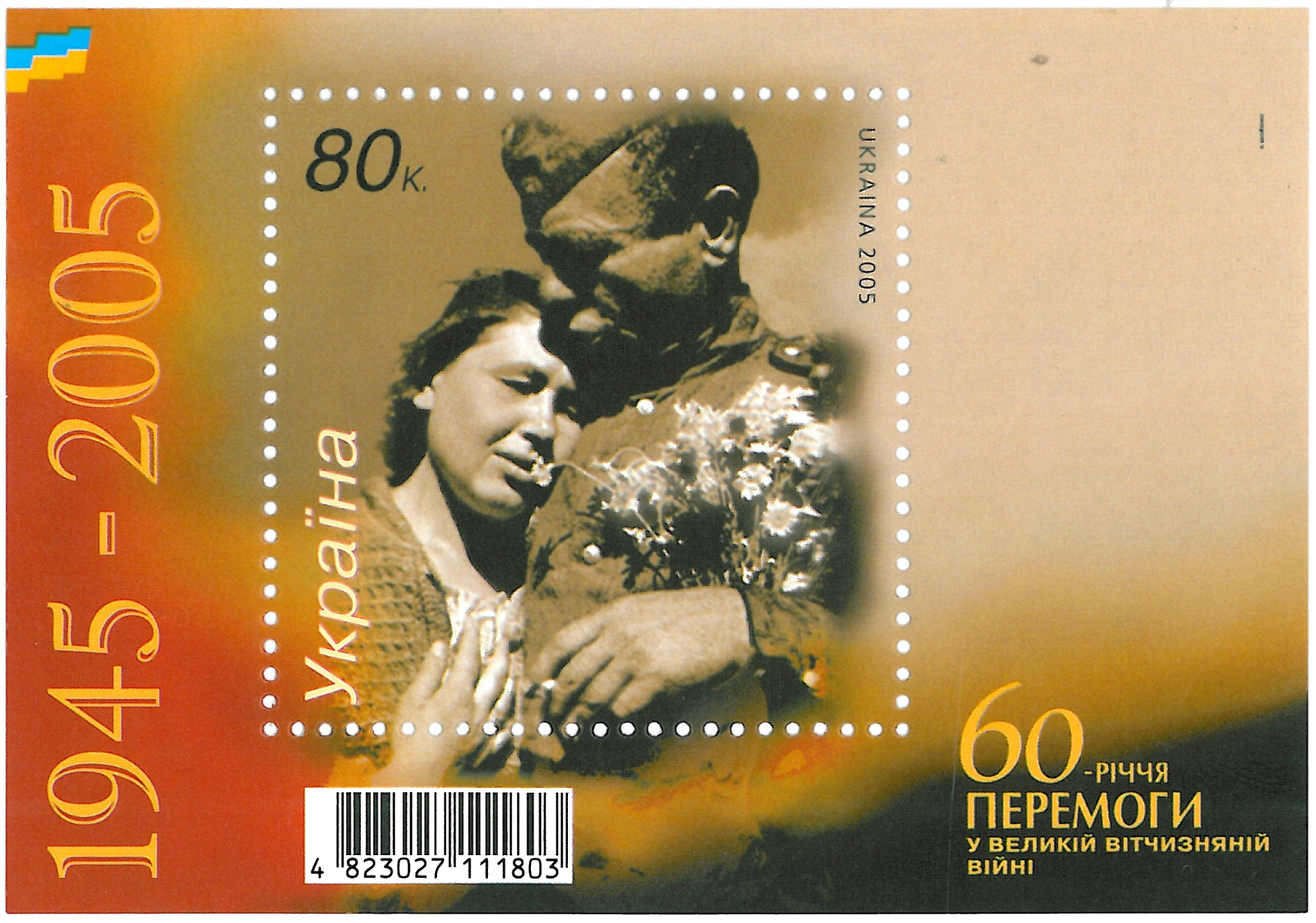
То же: почтовый блок
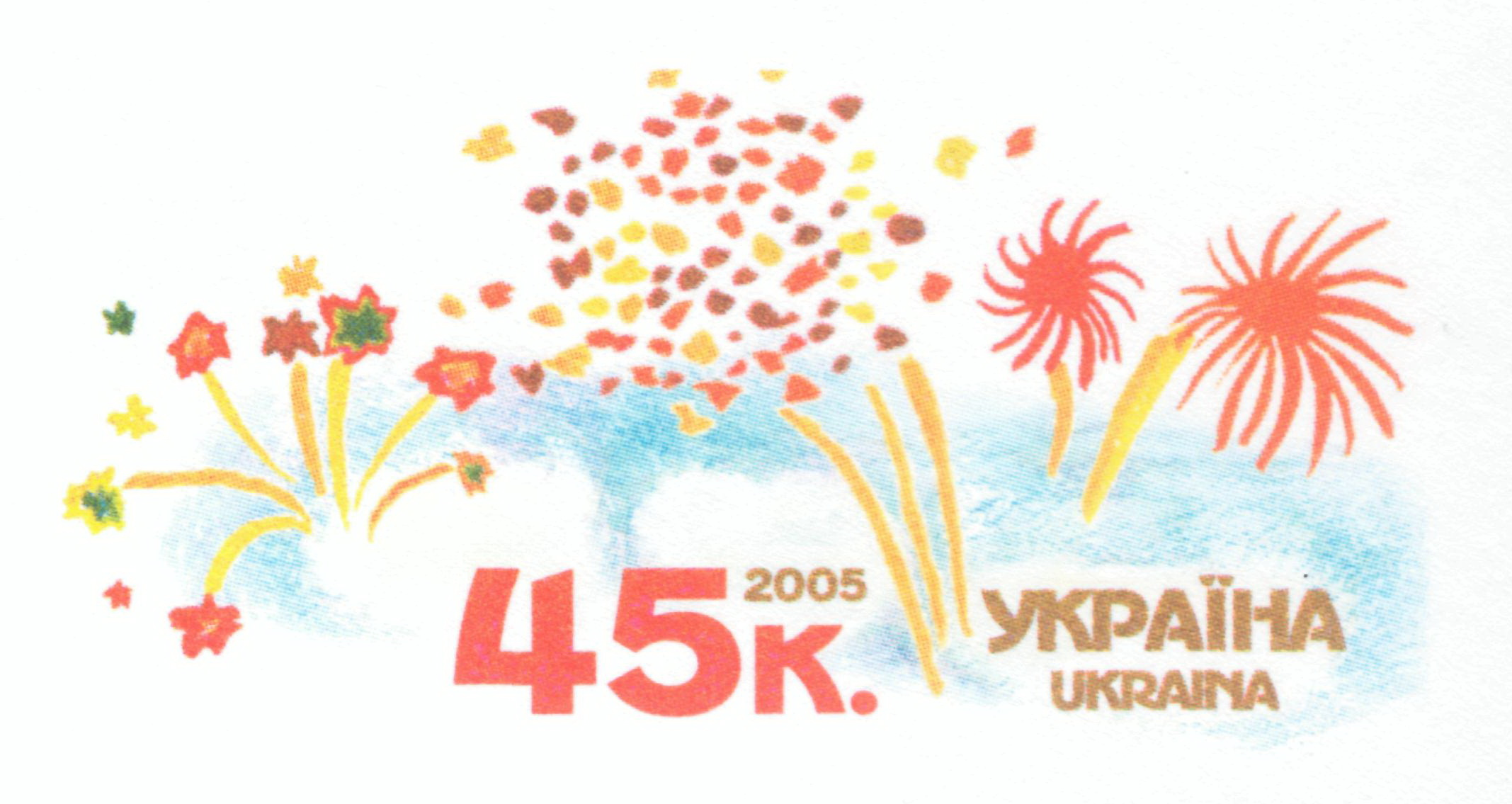
То же: деталь конверта с оригинальной маркой (№ OMK126[6])

### Другие страны

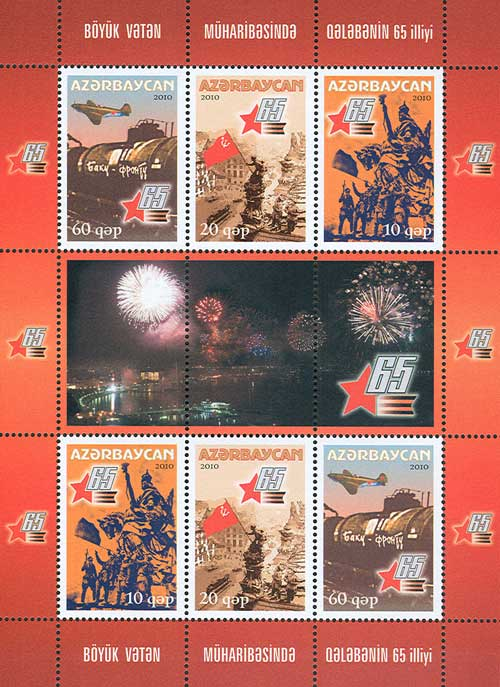
Азербайджан (2010): почтовый блок к 65-летию Дня Победы